# Muntanya

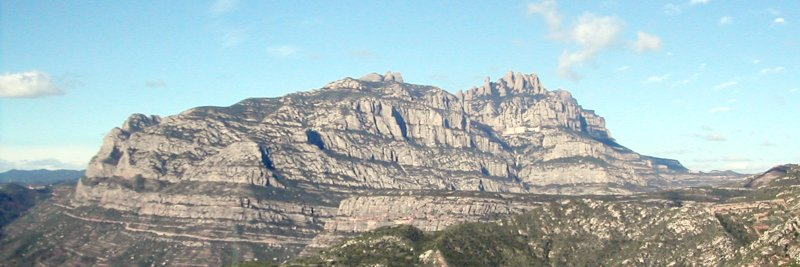
Muntanya de Montserrat

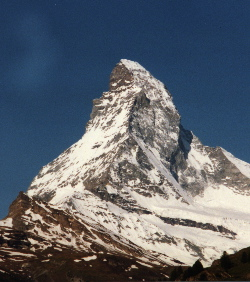
Cervino a Itàlia, Matterhorn a Suïssa

Una muntanya o montanya és qualsevol elevació natural, acusada i abrupta del terreny. La formació de les muntanyes té diverses causes: els plegaments tectònics, les erupcions volcàniques o l'erosió causada sobre part de les masses sedimentàries en són les més característiques.
Perquè una elevació pugui ser considerada muntanya ha d'existir una diferència de nivell important entre la base i el punt culminant, almenys d'uns centenars de metres. Elevacions poc importants reben d'ordinari el nom de pujols o turons (com a norma general es consideren muntanyes aquelles elevacions que superen els 350-400 metres d'altitud). És menys determinant l'alçada total. Aquesta a tot el món es mesura (en peus o en metres) a partir del nivell del mar. Per extensió es dona també el nom de muntanya a les zones i comarques en general muntanyoses. El conjunt de muntanyes que tenen una formació comuna i característiques semblants s'anomena serralada.
Al món existeixen moltes muntanyes, la major part d'origen tectònic. Les més altes i extenses són a la serralada de l'Himàlaia. Altres de molt importants són: els Andes a l'Amèrica del Sud, els Alps i els Pirineus a Europa, les muntanyes Rocoses a Nord-amèrica.
Les de formació volcànica són nombroses a punts d'Àsia (illes del Japó i del Pacific Sud) a Europa (Itàlia), al nord d'Àfrica (Illes Canàries) i en general són de menys alçada que les serralades produïdes per plegaments. Les produïdes per l'erosió –de l'aigua normalment- sobre terrenys sedimentaris són freqüents a les grans esplanades: la regió del Colorado a Nord-amèrica n'és el cas més vistós. Es tracta normalment de muntanyes més baixes, però sovint molt escarpades.
L'home habita i treu profit de la muntanya des de sempre. A latituds fredes o temperades es donen històricament habitacions permanents fins a 1500/2000 metres. En zones més desèrtiques (Tibet i Nepal, Xile i Bolívia) sobrepassen els 4000 m. Els aprofitaments es donen –però- en alçades molt més importants: la tala de fusta, la caça, els pasturatges, fins i tot l'agricultura de temporada són activitats que històricament s'han dut a terme allí on els recursos ho permetien. Més indirectament la muntanya s'aprofita també com a magatzem d'aigua (la neu de les geleres i els llacs), per a instal·lacions hidroelèctriques, estacions turístiques, etc.
En l'actualitat hi ha noves activitats que es desenvolupen a la muntanya: l'alpinisme, l'escalada i l'esquí en són les més representatives.
En ser les muntanyes zones de difícil colonització per l'home, la natura resta –encara avui i en molts llocs- verge. Actualment això té un valor que, com tants d'altres, ja es monetitza; empreses i corporacions li apliquen regles de rendiment financer i és motiu de cobdícia i d'enfrontaments amb persones i organitzacions que pretenen la defensa o la conservació de les muntanyes.
El Dia Internacional de les Muntanyes és l'11 de desembre.

## Definició

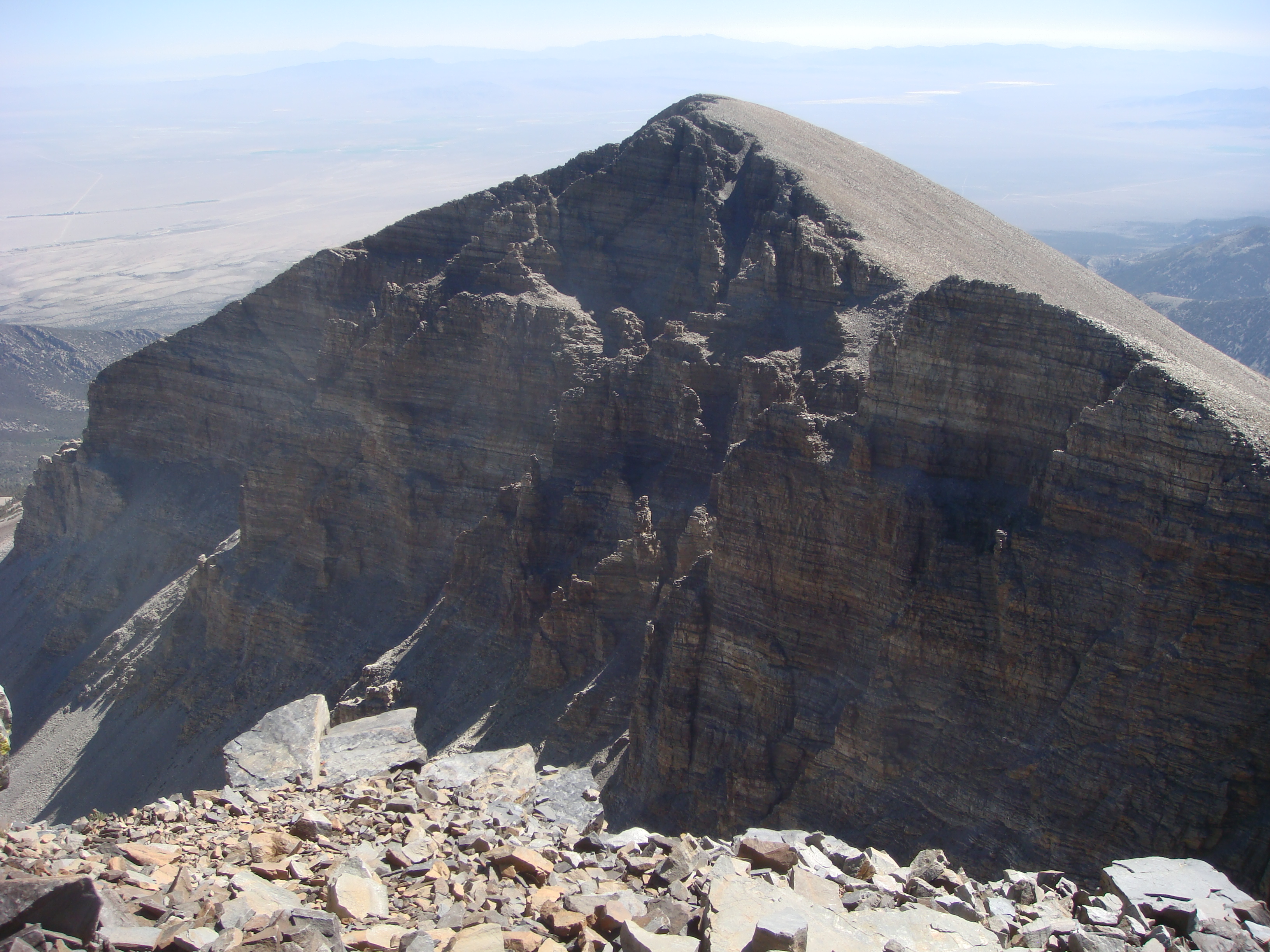
Vista del pic Jeff Davis des de la glacera del cim del pic Wheeler (Nevada).

No hi ha una definició acceptada universalment per a definir què és una muntanya. Elevació, volum, relleu, inclinació, espaiat i continuïtat s'han utilitzat com a criteris per a la definició d'una muntanya. Al diccionari anglès d'Oxford una muntanya es defineix com «una elevació natural de la superfície de la terra que sobresurt de forma més o menys abrupta des del nivell del voltant i arriba a una alçada que, en relació amb les elevacions adjacents, és impressionant o notable».
Que a un accident geogràfic se l'anomeni muntanya pot dependre de l'ús entre la població local. Al punt més alt de San Francisco, Califòrnia, se l'anomena Mount Davidson, malgrat que la seva alçada (300 metres sobre el nivell del mar), està 10 metres per sota de l'alçada mínima d'una muntanya en les denominacions americanes. De la mateixa manera, Mount Scott, fora de Lawton (Oklahoma), té només 251 metres des de la base fins al punt més alt.
Algunes definicions de "muntanya" inclouen:
- Alçada sobre la base d'almenys 2.500 metres.
- Alçada sobre la base de 1.500 metres-2.500 m. amb un pendent superior a 2 graus
- Alçada sobre la base de 1.000 metres-1.500 m. amb un pendent superior a 5 graus
- Local (radi de 7.000 m. Elevació més gran que 300 m o 300 m - 1.000 m si el radi és superior a 300 m.

Amb aquesta definició, les muntanyes cobririen el 64% d'Àsia, el 25% d'Europa, el 22% de Sud-amèrica, el 17% d'Austràlia, i el 3% de l'Àfrica. En conjunt, això representaria que el 24% de la superfície terrestre de la Terra seria muntanyosa i un 10% de la població mundial viuria en aquestes regions de muntanyes. La majoria dels rius de la Terra estan alimentats per les fonts de muntanya, i més de la meitat de la població humana depèn de les muntanyes per a garantir l'abastiment d'aigua potable.

## Orígens

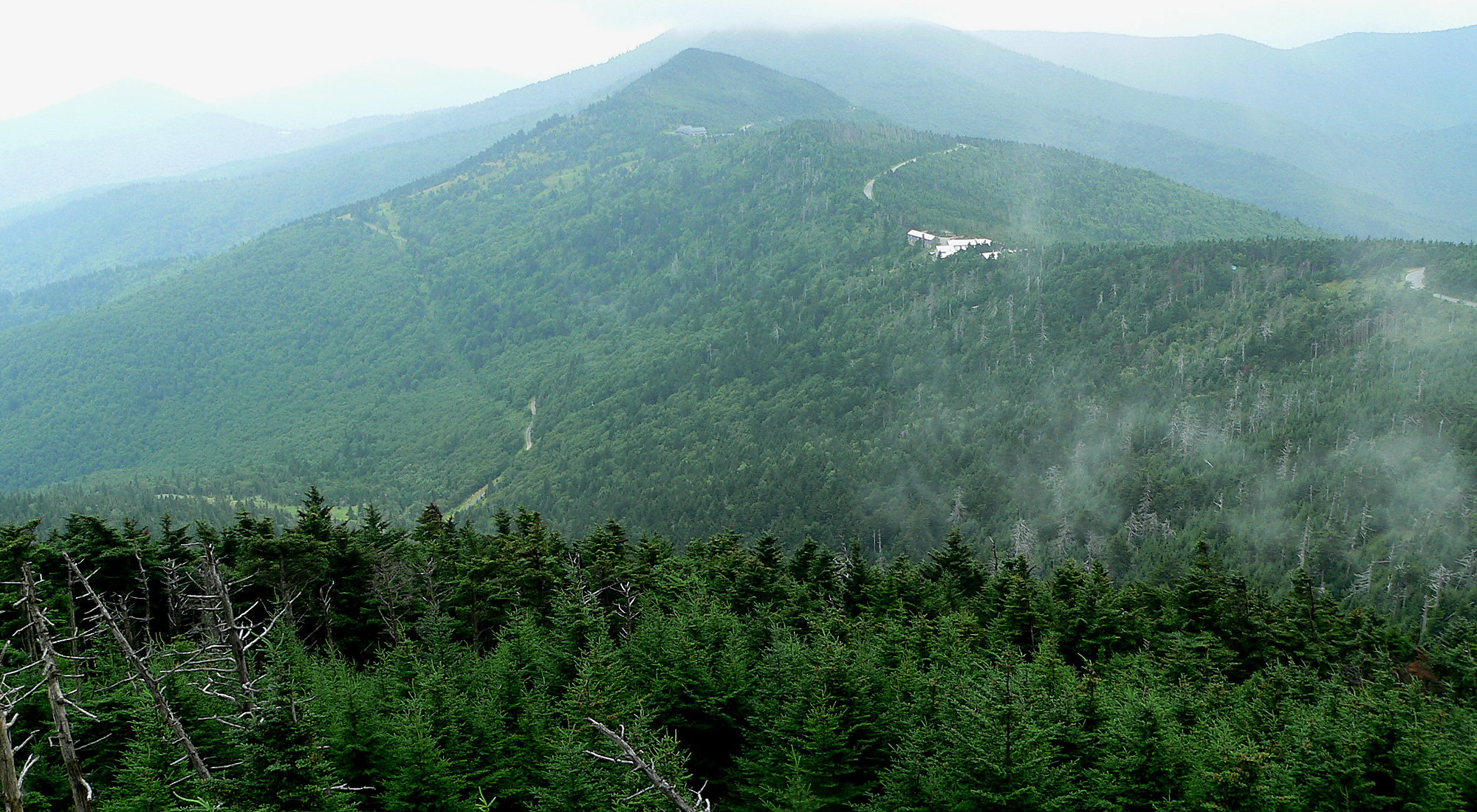
Vista dels Apalatxes des del Mont Mitchell (2.037 m) la màxima elevació de la serralada.

L'origen de les muntanyes es troba en les forces endògenes (orogènesi or = muntanya; gènesi = origen), posteriorment modificades per factors exògens, com ara l'erosió. Les orogènesis que han deixat més empremtes al relleu i en la configuració actual dels continents deriven del plegament varisc, al paleozoic, i del plegament alpí, al Terciari. Al Quaternari les glaciacions van erosionar les cadenes muntanyoses i van donar lloc a molts dels paisatges muntanyosos característics actuals. Un exemple de formació muntanyosa terciària és la serralada dels Andes.
Al llarg de la història de la Terra s'han esdevingut almenys tres períodes de formació de muntanyes:
1. Caledonià, els relleus muntanyosos es van formar fa 400 milions d'anys, tal com passa a Escòcia (el nom llatí de la regió era Caledònia), on el pic més alt és el Ben Nevis.
2. Varisc, amb relleus que es van formar fa 270 milions d'anys. Per exemple, els Urals (pic Naródnaia, de 1.873 msnm) i els Apalatxes a Amèrica del Nord (amb el Mitchell, de 2.037 msnm).
3. Alpí, amb relleus muntanyosos elevats que formen llargues serralades, volcàniques o no, que es van formar fa uns 35 milions d'anys, tal com succeeix als Alps (a Europa) i a l'Himàlaia (a l'Àsia). Són els relleus més joves i molts encara s'estan elevant. Per això, amb l'afegit que l'erosió ha actuat sobre ells durant menys temps, són les muntanyes alpines les que presenten les majors altures del relleu terrestre. Exemples representatius d'aquest tipus de muntanyes són el Mont Blanc, de 4.810 msnm, i l'Everest, de 8.848 msnm, punt més alt de la Terra.

## Classificació de les muntanyes
Hi ha muntanyes d'estils tectònics, de plegaments i falles mixtes germàniques, juràssiques i alpines.
Fruit de les diferents orogènesis podem trobar muntanyes plegades o producte d'una falla o fractura, i fins i tot algunes provinents de plegaments-fractura. També n'hi ha d'origen volcànic, com ara el Teide a l'illa de Tenerife.
Segons la seva alçada les muntanyes es poden dividir en turons, muntanyes mitjanes, i muntanyes altes. Per la forma en què s'agrupen podem trobar serralades, unides en sentit longitudinal, i massissos, agrupades en forma més circular o compacta.

## Muntanyes escarpades o Alps

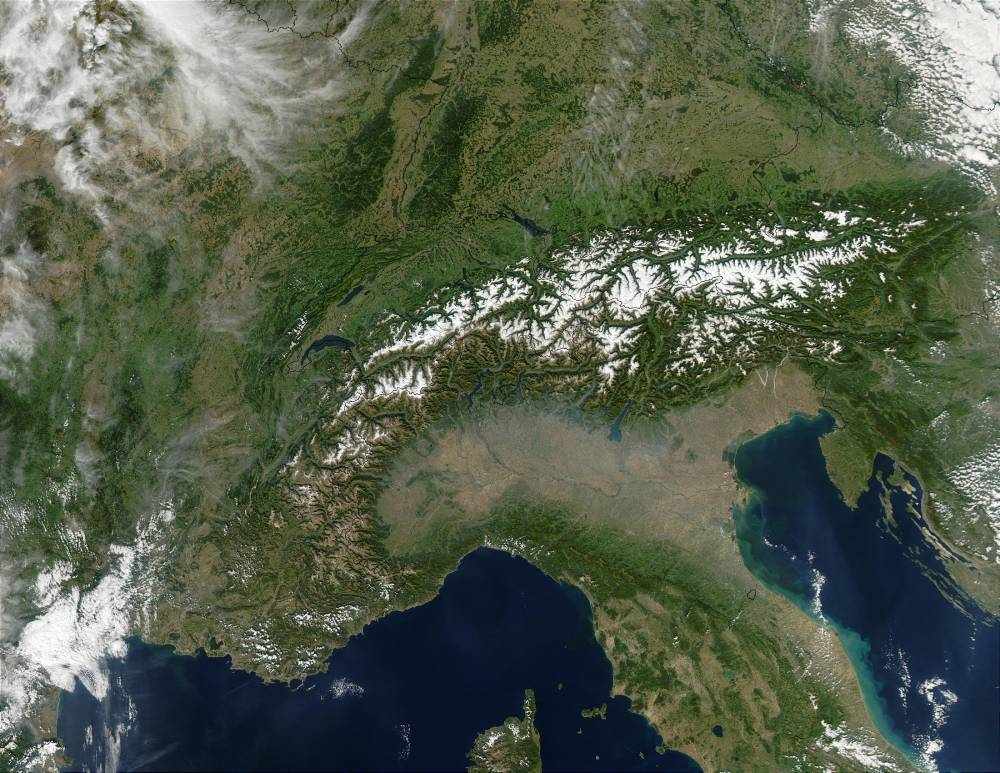
Imatge feta via satèl·lit. Al nord-oest i al sud s'aprecien núvols. Els cims de la serralada apareixen colgats de neu.

El significat etimològic d'Alps és el de vall, cosa que posa en relleu que quan es va posar nom als Alps no interessaven tant els cims com les valls altes. Els pobles celtes, un dels més primitius d'Europa, van anomenar alp tota muntanya escarpada en general. En aquesta secció es pren alp com a sinònim de muntanya escarpada.
La serralada alpina més llarga és la serralada dels Andes, que recorre tota la longitud occidental d'Amèrica del Sud. Europa és on més serralades alpines hi ha; fins a 18 serralades, entre les quals es poden citar els Alps, els Pirineus, els Carpats, etc. Les trobem també al Japó, Nova Zelanda, Groenlàndia, Transsilvània, i fins i tot, a la Lluna.
El major sistema de Muntanyes Volcàniques del món és el Cinturó de Foc del Pacífic, amb 48.000 km de longitud, i el segon més gran és l'anomenat Alpí-Himàlaia.
Segons la disciplina científica de la geologia hi ha muntanyes de forma alpina. Des del moment que sorgeix una muntanya, l'erosió comença a desgastar-la. Concretament, segons la geomorfologia, l'erosió és el procés de degradació i de transformació del relleu, i de les roques, causat per tot agent extern (diferent de la tectònica); aquest fet fa, que com més antiga és una muntanya, més baixa i arrodonida serà la seva forma arran d'aquest fenomen geològic.

## Vegetació i clima

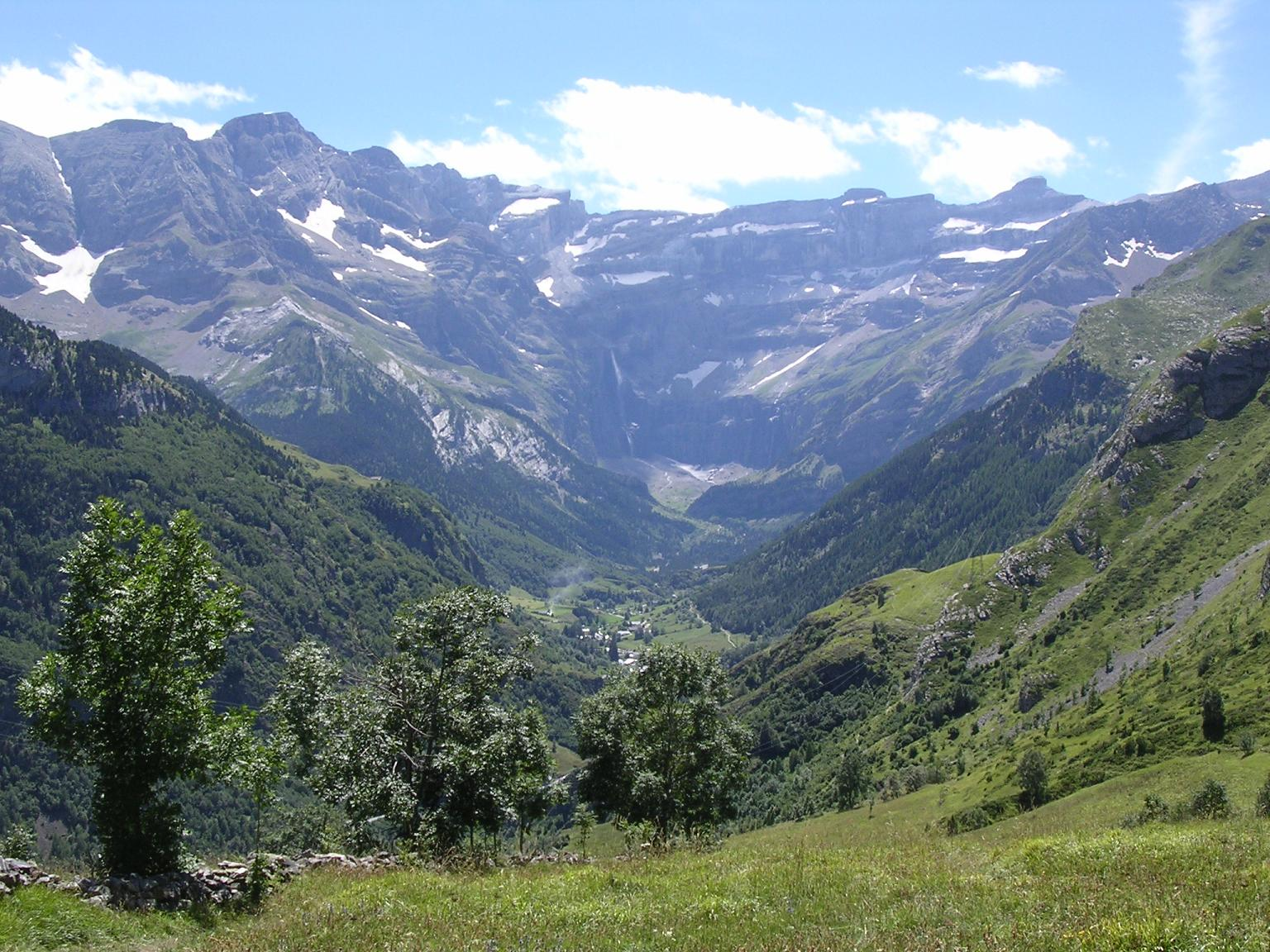
En primer pla s'observa la vegetació de l'estatge subalpí al circ de Gavarnia

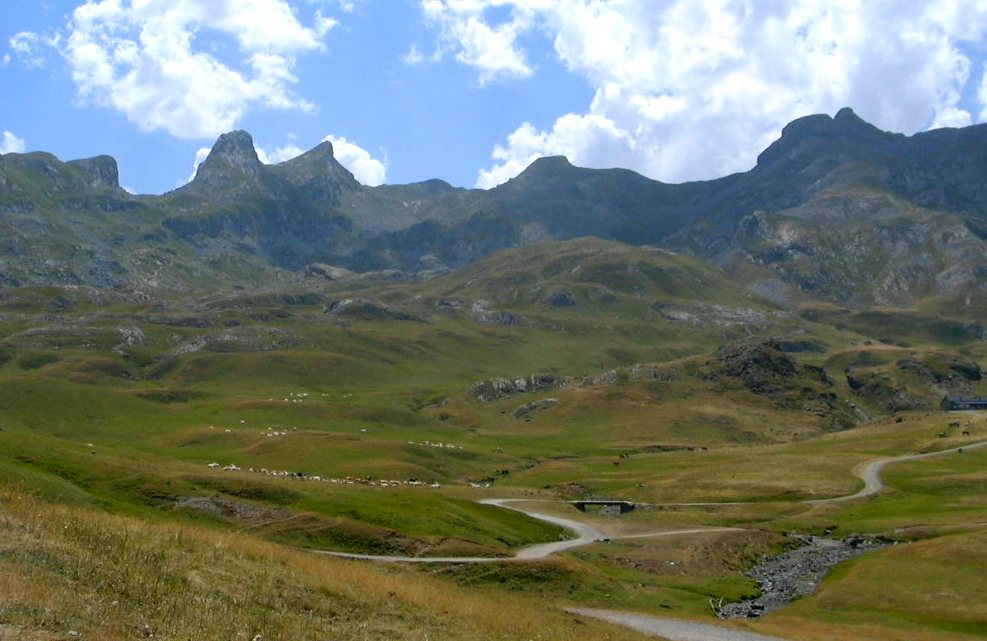
Prats a l'estatge alpí als Pirineus.

Altres característiques fonamentals dels terrenys muntanyosos són el clima i la vegetació. El clima de muntanya és més fred i humit que el de la plana, ja que la temperatura descendeix a un ritme aproximat de 5 °C cada quilòmetre d'altitud i les pluges van augmentant amb l'altura, a causa de l'anomenat «efecte pantalla», si bé és freqüent trobar en les zones muntanyoses vessants més humides (exposades a vents humits), enfront de les més seques, en les quals aquests mateixos vents han perdut la humitat per elevació i tendeixen a absorbir l'existent a terra, fenomen conegut com a efecte Föhn, que també es produeix als Pirineus, cosa que fa que el seu vessant nord sigui més humit que el vessant del sud.
La vegetació a la muntanya apareix de forma esglaonada o per pisos. En els pisos inferiors podem trobar vegetació similar a la de la plana circumdant però a mesura que es puja van apareixent espècies més higròfiles i més resistents al fred. Després de les últimes espècies arbòries apareixen els prats alpins, seguit del roquissars i fins i tot de la neu perpètua. Les espècies presents en cada un d'aquests pisos i l'altitud a la qual els podem trobar varien segons els continents i també amb la latitud, ja que no és el mateix una zona muntanyosa a les zones subpolars que a les zones tropicals.
A títol d'exemple, les muntanyes Rocoses reben una quantitat moderada de precipitacions en forma de pluja, sobretot durant els mesos d'hivern. Els prats cobreixen els nivells inferiors i donen pas a grans boscos de coníferes. Per sobre de la zona arbrada s'estenen pastures i arbustos aïllats. Els cims dels pics tenen escassa vegetació i alguns són coberts de neu i gel durant tot l'any.
A més, les muntanyes són un dels principals factors que influeixen en el clima d'una regió. Afecten de manera molt notable a la precipitació. Quan el vent bufa sobre el mar, l'aire humit i càlid s'eleva, i es refreda per a formar les anomenades precipitacions orogràfiques. Llavors l'aire sec fresc es mou sobre el costat de sotavent. També afecten a la temperatura. En termes generals, quan més amunt és el terreny més fredes són les temperatures, i també influeix l'orientació que tenen els vessants de les muntanyes, ja que les cares nord són més fredes que les cares sud (a l'hemisferi nord).

## Muntanya i esport

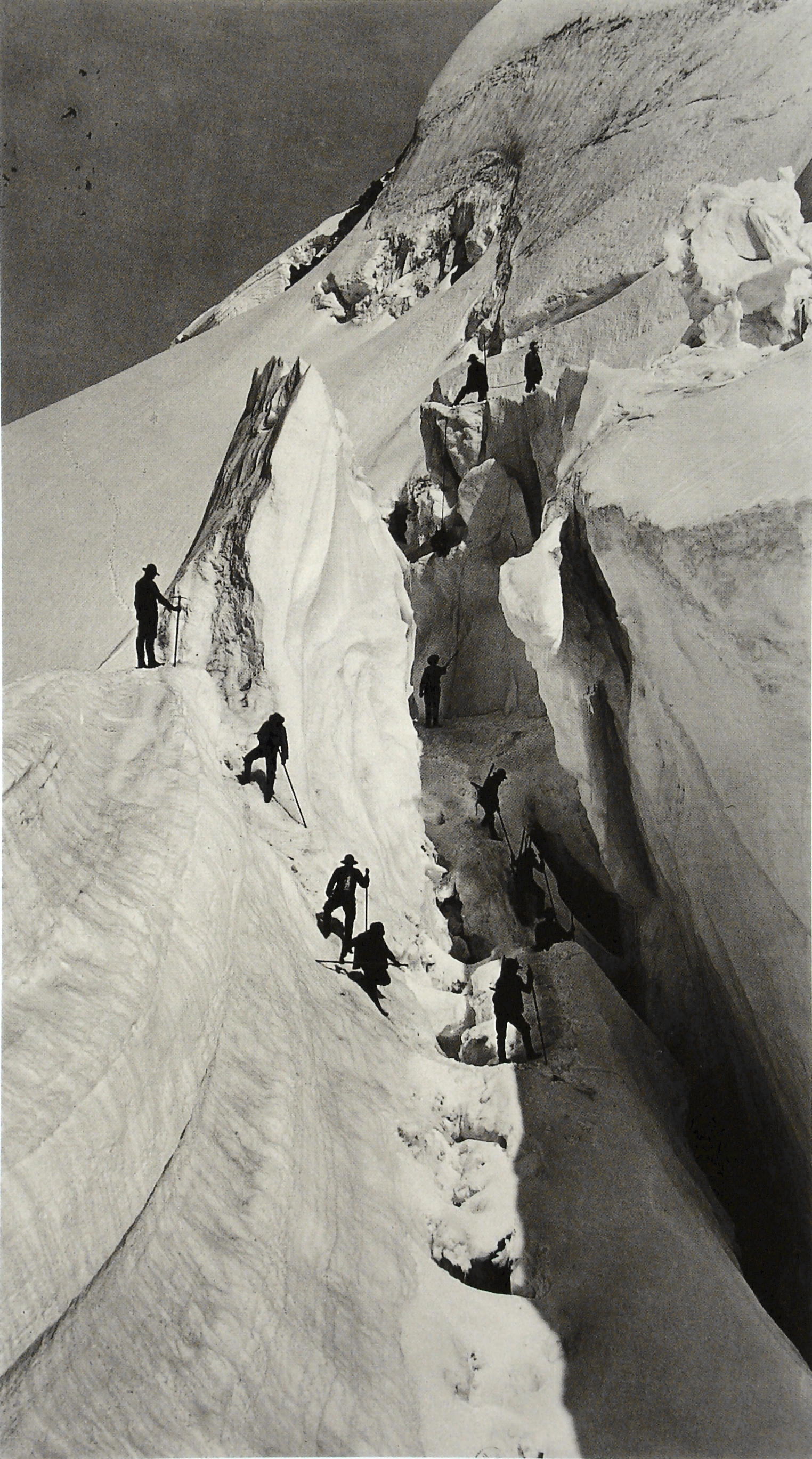
Els germans Bisson a una esquerda d'una glacera durant una ascensió del Mont Blanc del 1862

La muntanya està molt lligada a la pràctica d'esport. Els esports més comuns són l'alpinisme, l'escalada i l'esquí (alpí, de fons, de muntanya, etc.), tot i que també hi són habituals altres esports com ara les curses de muntanya, etc.
La pràctica d'aquests esports (principalment l'alpinisme) va lligada a possibles malalties causades per l'alçada de la muntanya, com és ara el mal d'altura. És una síndrome de sofriment, vinculada a una pujada massa ràpida en altes altituds, a l'absència d'aclimatació i a una sensibilitat personal, més o menys important. Els seus símptomes són cefalees, nàusees i vòmits, insomni, cansament general, lassitud, vertigens, trastorns de l'equilibri, dispnea i inapetència.

## Muntanyes del sistema solar

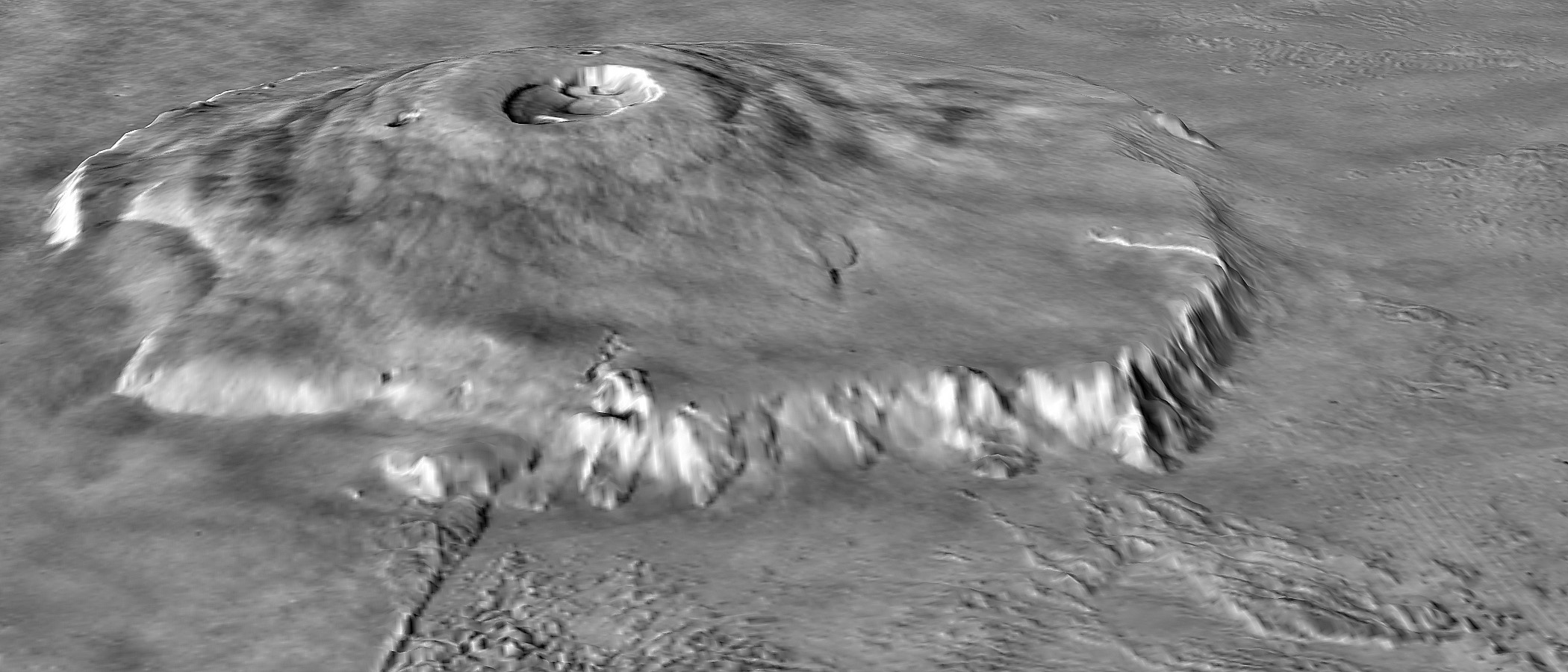
Reconstrucció tridimensional de l'Olympus Mons. S'hi pot apreciar clarament la caldera al cim i els penya-segats de la part baixa.

La Terra no és l'únic astre que té muntanyes pròpies, ja que forma part de la família de tipus FTCM, que significa que tenen escorça dura i que, per tant, poden tenir serralades. Altres planetes que també en formen part són Venus, Mart, i satèl·lits com la Lluna o Io. La muntanya més alta coneguda del sistema solar és, segons sembla, l'Olympus Mons (en llatí; en català mont Olimp), una muntanya i volcà d'escut del planeta Mart (situada a les coordenades 18° N, 226° E / 18°N,226°E). Té una diferència d'alçada entre la base i la part superior d'uns 27.000 metres. Abans que les sondes espacials d'exploració revelessin la seva naturalesa de muntanya era coneguda com a Nix Olympica (‘Neus de l'Olimp’, denominació actualment desestimada en favor de l'oficial Olympus Mons).
L'edifici volcànic principal arriba a 27 quilòmetres d'altura per sobre de la seva base i a 25 quilòmetres per sobre del nivell de la superfície mitjana del planeta. Té una amplada de 540 quilòmetres, amb penya-segats força verticals en els trams més baixos. La caldera té un diàmetre de 60 quilòmetres i una profunditat de 3.000 metres, amb diversos cràters sobreposats. Malgrat que al cim la pressió atmosfèrica només és el 2% de la pressió atmosfèrica a la superfície, la densitat de l'atmosfera és suficient per formar-hi núvols de gran altura de diòxid de carboni (però no de vapor d'aigua).

## Muntanyes més altes
Les cinc muntanyes més altes de cada continent són les següents:

### Àfrica

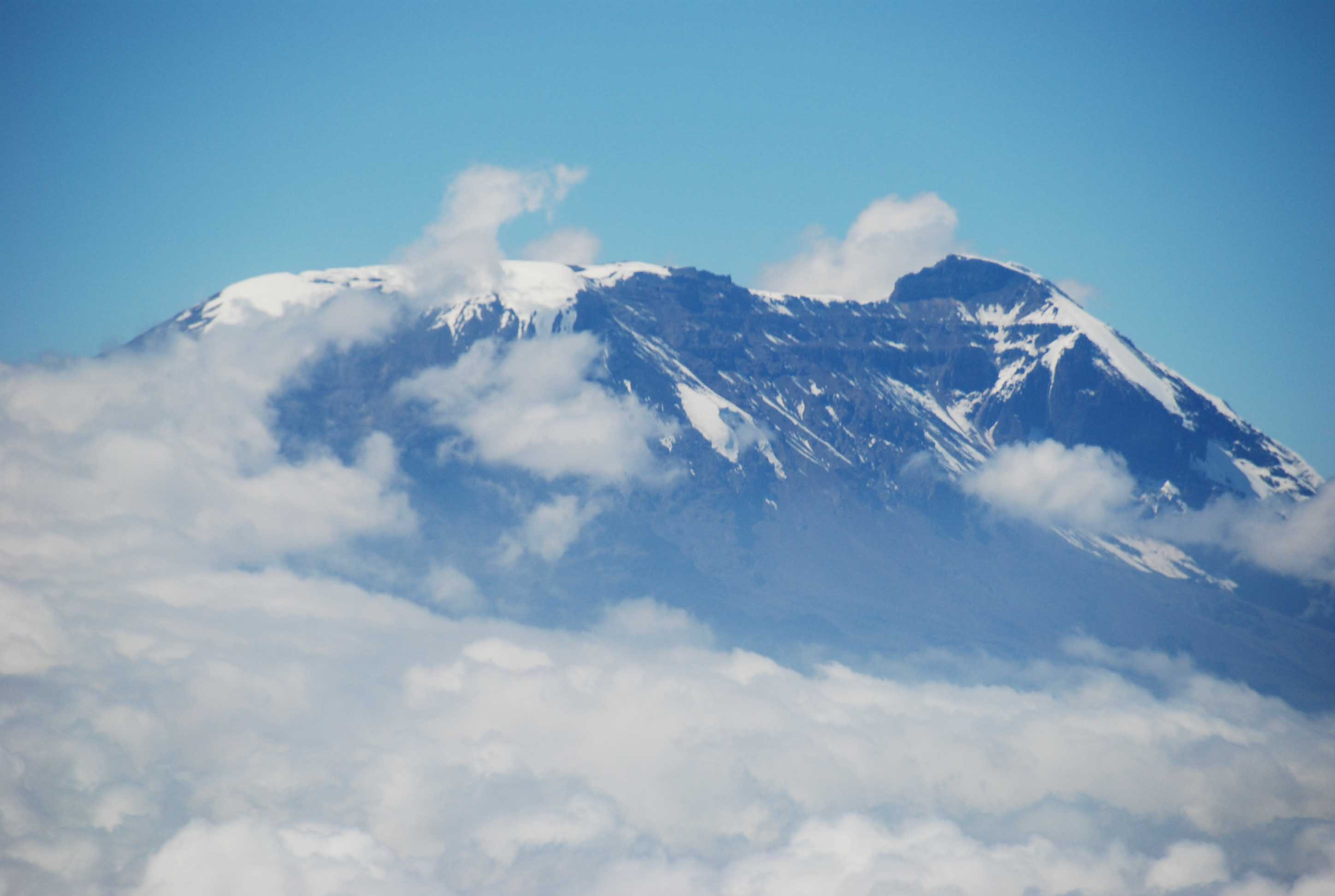
Kilimanjaro (Kibo) des de l'aire. Juliol de 2007.

| Ordre | Cim                     | Altitud (m) | Localització                             | Coordenades                                          | Comentaris                                  |
| ----- | ----------------------- | ----------- | ---------------------------------------- | ---------------------------------------------------- | ------------------------------------------- |
| 1     | Kilimanjaro (Pic Uhuru) | 5.895       | Tanzània                                 | 3° 04′ 33″ S, 37° 21′ 12″ E / 3.07583°S,37.35333°E   | concretament el volcà Kibo, punt culminant. |
| 2     | Mont Kenya              | 5.199       | Kenya                                    | 0° 09′ 22″ S, 37° 19′ 05″ E / 0.15611°S,37.31806°E   |                                             |
| 3     | Mawenzi                 | 5.149       | Tanzània (massís del Kilimanjaro)        |                                                      |                                             |
| 4     | Ruwenzori               | 5.109       | República Democràtica del Congo / Uganda | 0° 23′ 00″ N, 29° 52′ 00″ E / 0.38333°N,29.86667°E   |                                             |
| 5     | Ras Dashan              | 4.623       | Etiòpia                                  | 13° 14′ 12″ N, 38° 22′ 21″ E / 13.23667°N,38.37250°E |                                             |

### Amèrica del Nord

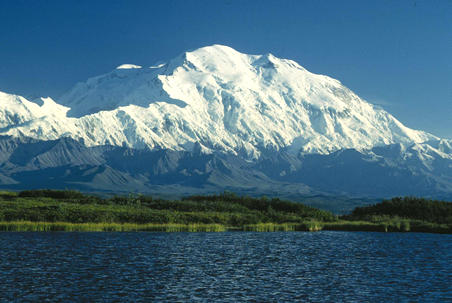
El Mt. McKinley vist des del nord

| Ordre | Cim                  | Altitud (m) | Localització                           | Coordenades                                            | Comentaris |
| ----- | -------------------- | ----------- | -------------------------------------- | ------------------------------------------------------ | ---------- |
| 1     | Mont McKinley/Denali | 6.194       | Estats Units (Alaska)                  | 63° 43′ 10″ N, 151° 00′ 26″ O / 63.71944°N,151.00722°O |            |
| 2     | Mont Logan           | 5.956       | Canadà (Yukon)                         | 60° 32′ 02″ N, 140° 24′ 10″ O / 60.53389°N,140.40278°O |            |
| 3     | Pic d'Orizaba        | 5.675       | Mèxic                                  | 19° 01′ 08″ N, 97° 16′ 12″ O / 19.01889°N,97.27000°O   |            |
| 4     | Mont Sant Elies      | 5.489       | Estats Units (Alaska) / Canadà (Yukon) | 60° 17′ 36″ N, 140° 55′ 46″ O / 60.29333°N,140.92944°O |            |
| 5     | Popocatépetl         | 5.410       | Mèxic                                  | 19° 01′ 23″ N, 98° 37′ 19″ O / 19.02306°N,98.62194°O   |            |

### Amèrica del sud
| Ordre | Cim                    | Altitud (m) | Serralada         | Localització | Coordenades                                          | Comentaris                  |
| ----- | ---------------------- | ----------- | ----------------- | ------------ | ---------------------------------------------------- | --------------------------- |
| 1     | Aconcagua              | 6.962       | Andes meridionals | Argentina    | 32° 39′ 15″ S, 70° 00′ 41″ O / 32.65417°S,70.01139°O |                             |
| 2     | Nevado Ojos del Salado | 6.891       | Puna d'Atacama    | Xile         | 27° 06′ 35″ S, 68° 32′ 32″ O / 27.10972°S,68.54222°O | És el volcà més alt del món |
| 3     | Monte Pissis           | 6.774       | Puna d'Atacama    | Argentina    | 27° 45′ 14″ S, 68° 47′ 53″ O / 27.75389°S,68.79806°O |                             |
| 4     | Huascarán              | 6.768       | Cordillera Blanca | Perú         | 9° 07′ 17″ S, 77° 36′ 32″ O / 9.12139°S,77.60889°O   |                             |
| 5     | Cerro Bonete           | 6.759       | Puna de Atacama   | Argentina    | 28° 01′ 08″ S, 68° 45′ 22″ O / 28.01889°S,68.75611°O |                             |

### Antàrtida

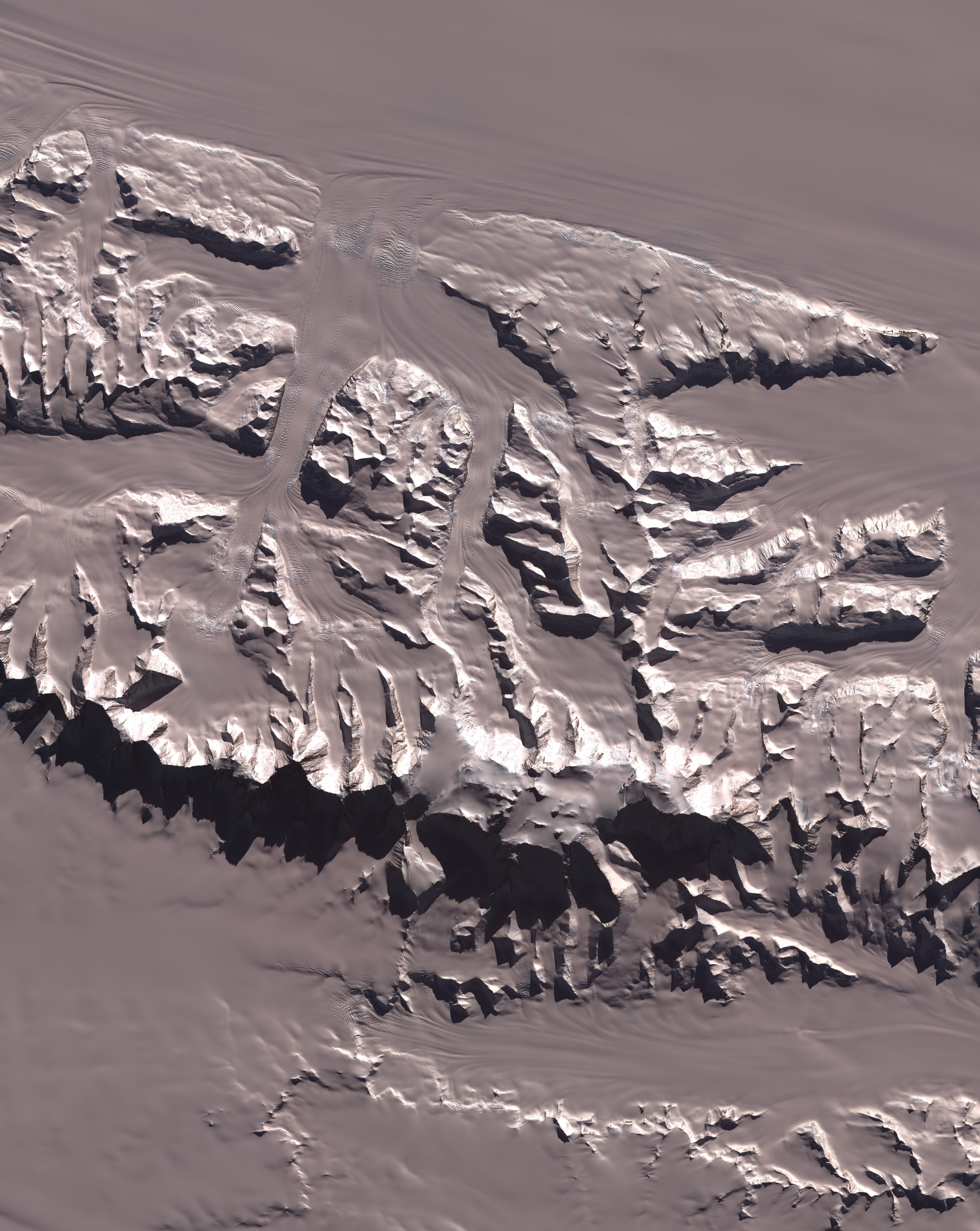
Massís Vinson, Antàrtida, vist des de l'espai.

L'Antàrtida és una zona internacional, sense la sobirania directa de cap estat.
| Ordre | Cim              | Altitud (m) | Coordenades                                            | Comentaris |
| ----- | ---------------- | ----------- | ------------------------------------------------------ | ---------- |
| 1     | Mont Vinson      | 4.897       | 78° 31′ 31″ S, 85° 32′ 02″ O / 78.52528°S,85.53389°O   |            |
| 2     | Mont Tyree       | 4.852       | 78° 24′ 00″ S, 85° 55′ 00″ O / 78.40000°S,85.91667°O   |            |
| 3     | Mont Kirkpatrick | 4.528       | 84° 20′ 00″ S, 166° 25′ 00″ E / 84.33333°S,166.41667°E |            |
| 4     | Mont Markham     | 4.350       | 82° 51′ 00″ S, 161° 21′ 00″ E / 82.85000°S,161.35000°E |            |
| 5     | Dome Argus       | 4.030       |                                                        |            |

### Àsia

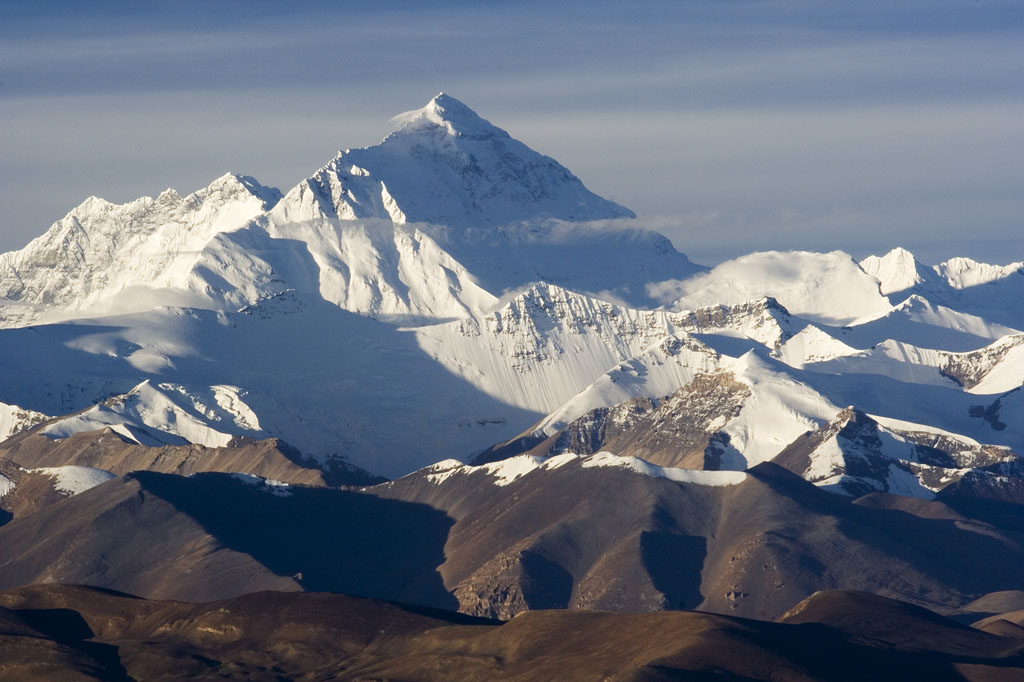
Cara nord de l'Everest, el cim més alt d'Àsia i de tot el món.

| Ordre | Cim          | Altitud (m) | Serralada | Localització    | Coordenades                                                    | Comentaris                                           |
| ----- | ------------ | ----------- | --------- | --------------- | -------------------------------------------------------------- | ---------------------------------------------------- |
| 1     | Everest      | 8.848       | Himàlaia  | Nepal / Tibet   | 27° 59′ 17″ N, 86° 55′ 31″ E / 27.98806°N,86.92528°E           | Muntanya més alta del món respecte al nivell del mar |
| 2     | K2           | 8.611       | Karakoram | Xina / Pakistan | 35° 52′ 52.86″ N, 76° 30′ 48.43″ E / 35.8813500°N,76.5134528°E |                                                      |
| 3     | Kanchenjunga | 8.598       | Himàlaia  | Nepal / Índia   | 27° 42′ 09″ N, 88° 08′ 54″ E / 27.70250°N,88.14833°E           |                                                      |
| 4     | Lhotse       | 8.516       | Himàlaia  | Nepal / Tibet   | 27° 58′ 00″ N, 86° 56′ 00″ E / 27.96667°N,86.93333°E}          |                                                      |
| 5     | Makalu       | 8.485       | Himàlaia  | Nepal / Tibet   | 27° 53′ 03″ N, 87° 05′ 20″ E / 27.88417°N,87.08889°E           |                                                      |

### Europa

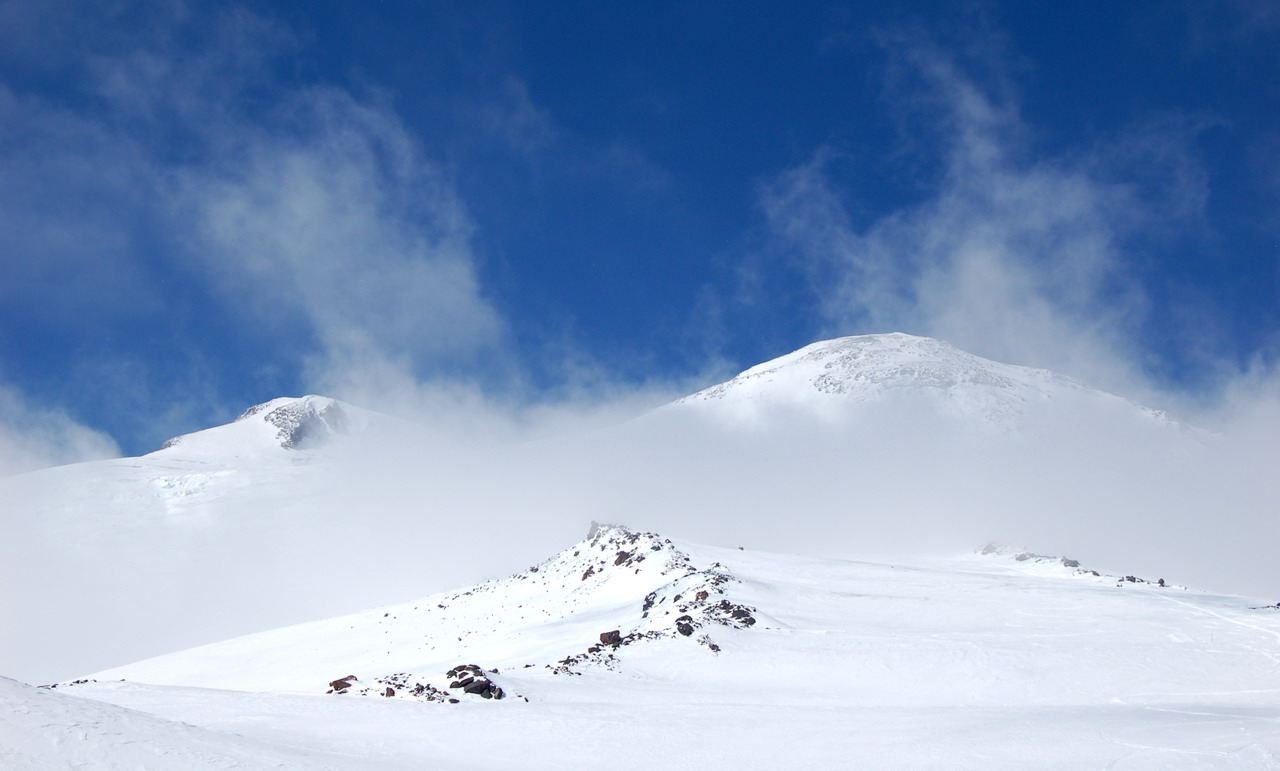
L'Elbrus (ambdós cims). Foto realitzada des de 4.200 metres.

En el cas d'Europa, aquesta taula varia en funció dels límits que se li donin a Europa. Generalment, el nord del Caucas s'inclou dins d'Europa.
| Ordre | Cim         | Altitud (m) | Serralada | Localització     | Coordenades                                          | Comentaris |
| ----- | ----------- | ----------- | --------- | ---------------- | ---------------------------------------------------- | ---------- |
| 1     | Elbrus      | 5.642       | Caucas    | Rússia           | 43° 21′ 18″ N, 42° 26′ 21″ E / 43.35500°N,42.43917°E |            |
| 2     | Dykh-Tau    | 5.203       | Caucas    | Rússia           | 43° 03′ 10″ N, 43° 07′ 54″ E / 43.05278°N,43.13167°E |            |
| 3     | Shkhara     | 5.058       | Caucas    | Geòrgia / Rússia | 42° 59′ 58″ N, 43° 06′ 42″ E / 42.99944°N,43.11167°E |            |
| 4     | Mont Kazbek | 5.047       | Caucas    | Geòrgia          | 42° 41′ 48″ N, 44° 31′ 07″ E / 42.69667°N,44.51861°E |            |
| 5     | Mont Blanc  | 4.810       | Alps      | França / Itàlia  | 45° 49′ 57″ N, 6° 51′ 51″ E / 45.83250°N,6.86417°E   |            |

#### Oceania

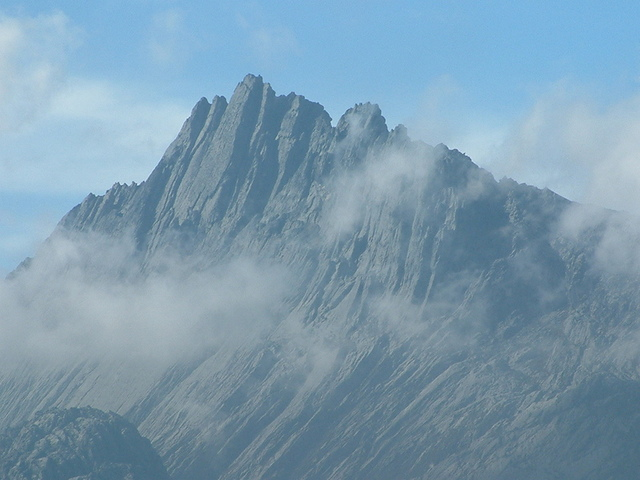
Puncak Jaya

| Ordre | Cim                          | Altitud (m) | Localització           | Coordenades                                            | Comentaris |
| ----- | ---------------------------- | ----------- | ---------------------- | ------------------------------------------------------ | ---------- |
| 1     | Puncak Jaya (Mont Carstensz) | 4.884       | Indonèsia (Irian Jaya) | 4° 04′ 44″ S, 137° 09′ 34″ E / 4.07889°S,137.15944°E   |            |
| 2     | Puncak Trikora               | 4.750       | Indonèsia (Irian Jaya) | 4° 21′ 00″ S, 138° 39′ 00″ O / 4.35000°S,138.65000°O   |            |
| 3     | Mont Wilhelm                 | 4.509       | Papua Nova Guinea      | 5° 48′ 00″ S, 145° 02′ 00″ O / 5.80000°S,145.03333°O   |            |
| 4     | Mont Giluwe                  | 4.368       | Papua Nova Guinea      | 6° 02′ 20″ S, 143° 53′ 10″ O / 6.03889°S,143.88611°O   |            |
| 5     | Aoraki/Mont Cook             | 3.754       | Nova Zelanda           | 43° 35′ 44″ S, 170° 08′ 27″ E / 43.59556°S,170.14083°E |            |

## Noms de muntanyes
Els noms de muntanyes (orònims) són un tipus de topònims. Com la majoria de noms propis, no es tradueixen, excepte aquells que han esdevingut populars universalment o el que es refereixen a entitats comunes que tenen una paraula pròpia en altres idiomes. Els orònims tenen el seu origen en llegendes locals, accidents naturals o indrets propers al seu cim o el seu inici.
Alguns afixos indiquen ‘muntanya’, com el basc karr-, l'ibèric pal- o l'indoeuropeu men- trobats en diversos orònims flexionats per evolució lingüística.
A casa nostra la muntanya té una gran diversitat de noms de lloc fruit del gran bagatge cultural dels pobles que l'han colonitzat des de fa molt de temps. Els més representatius són: Tuc, Tuca, Tuqueta, Tossal, Turó, Pic, Pica, Cim, Agulla, Penya, Mola, Pala, Mont, Puig, etc.

## Galeria

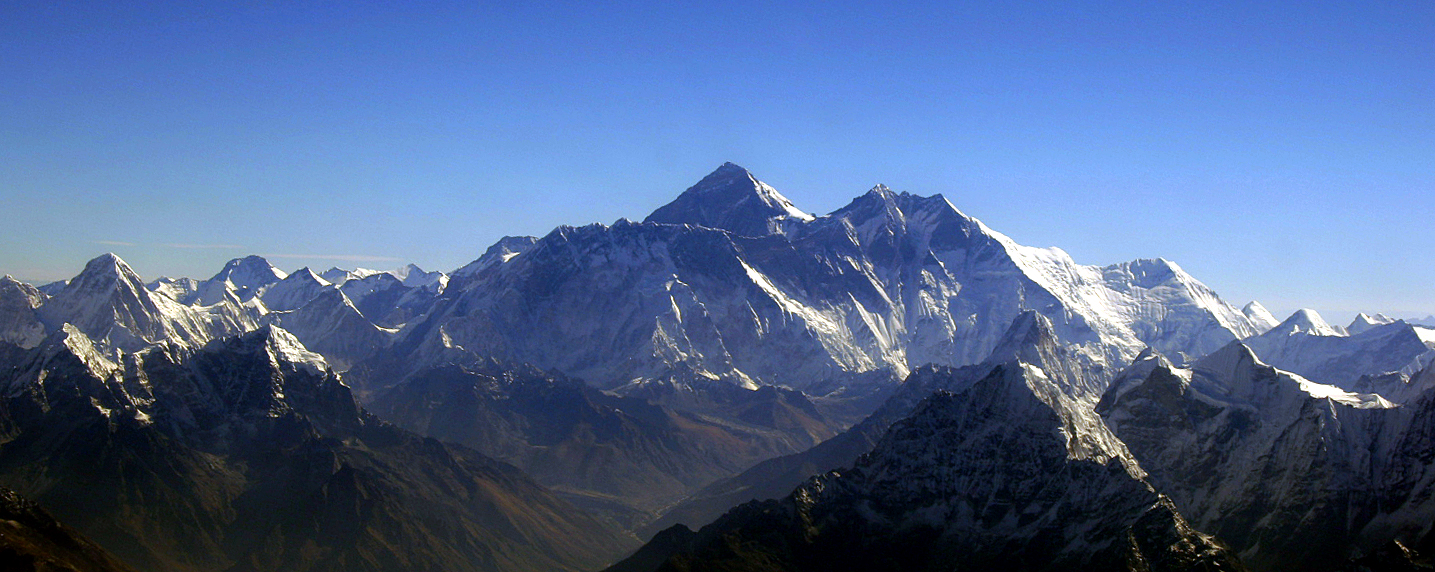
Everest, 8.848 m., Himàlaia, Nepal, Xina.
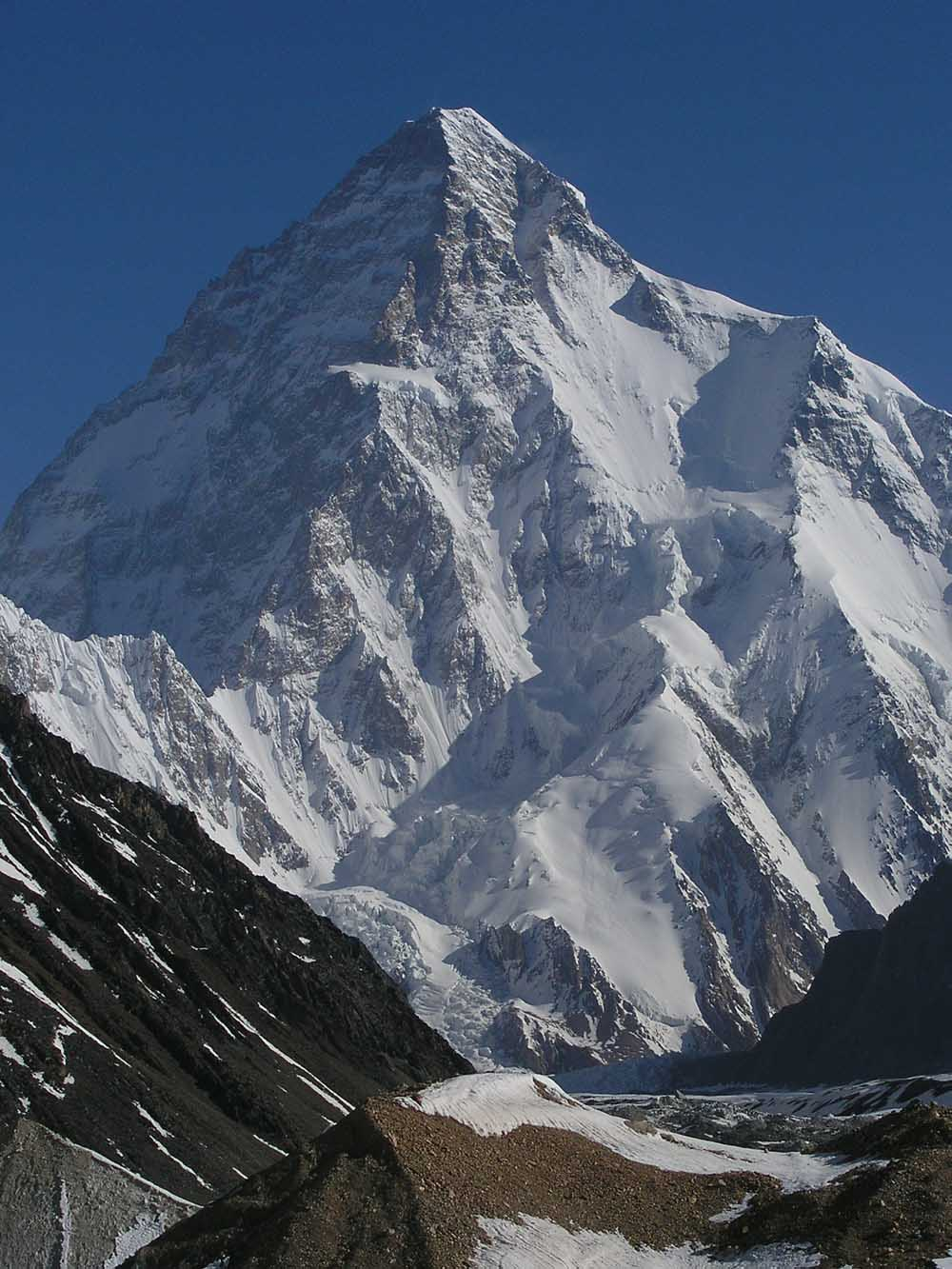
K2, 8.611 m., Gilgit-Baltistan, Pakistan.
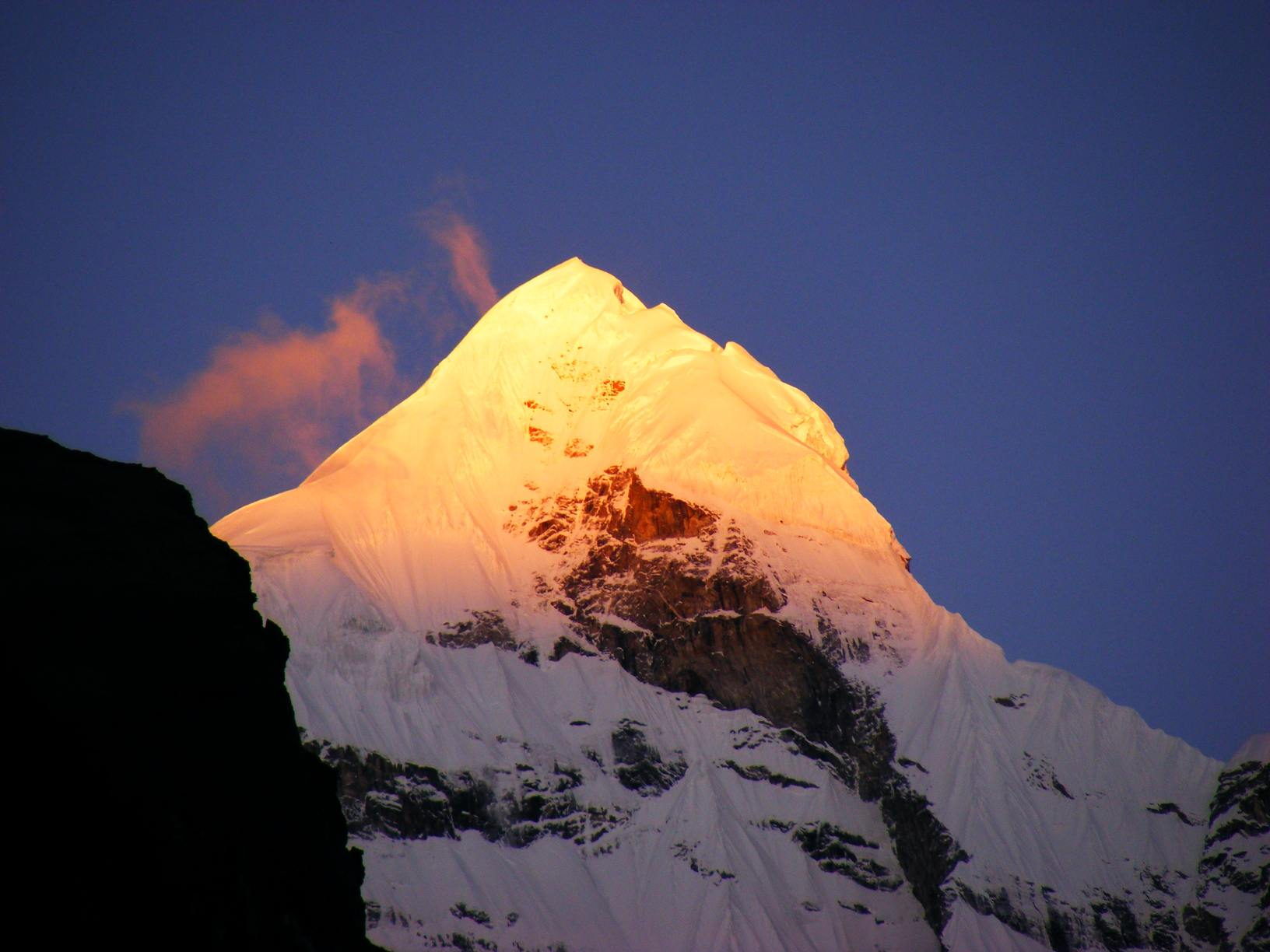
Nilkantha, 6.597 m., Himàlaia, Índia.
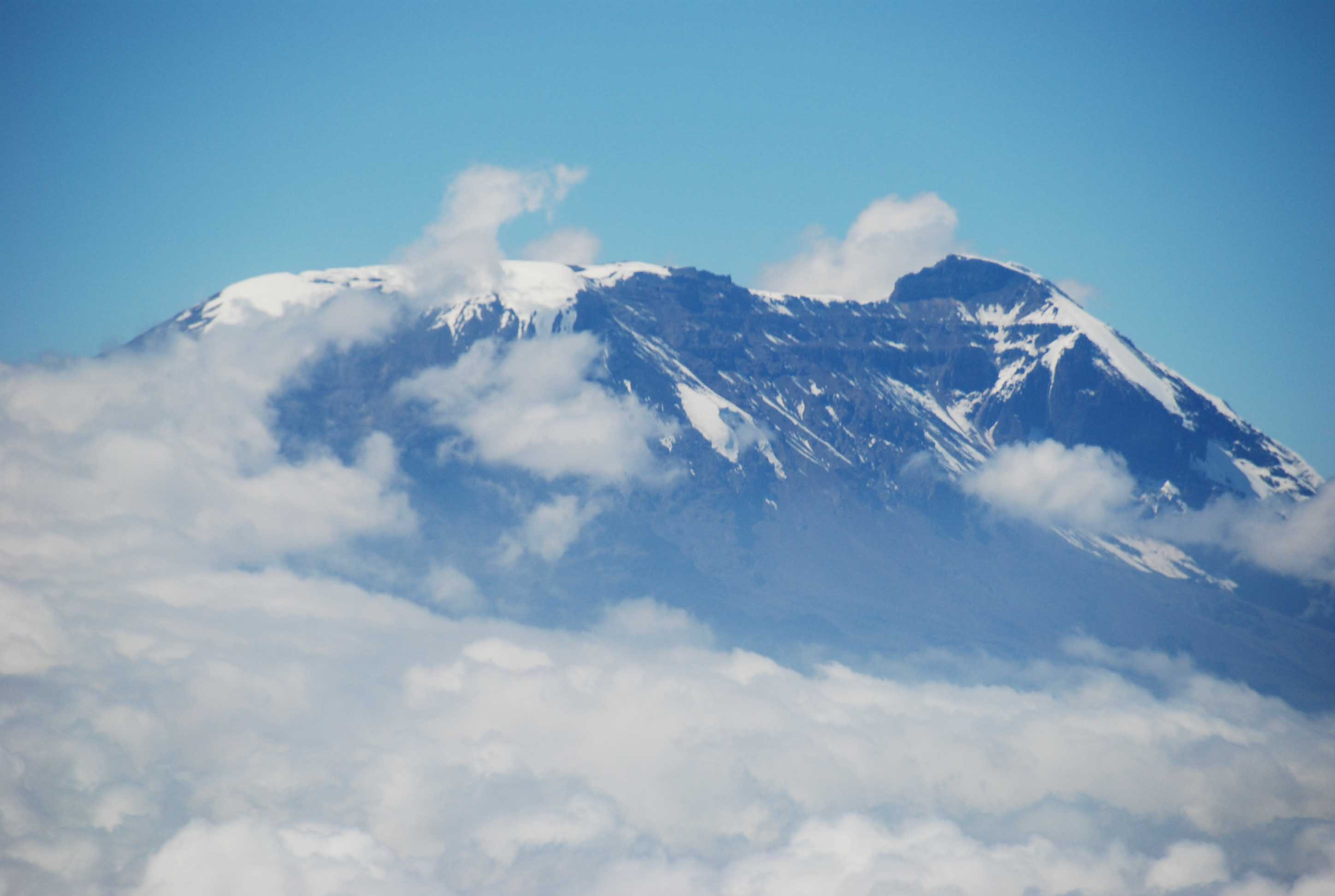
Kilimanjaro, 5.895 m., Tanzània.
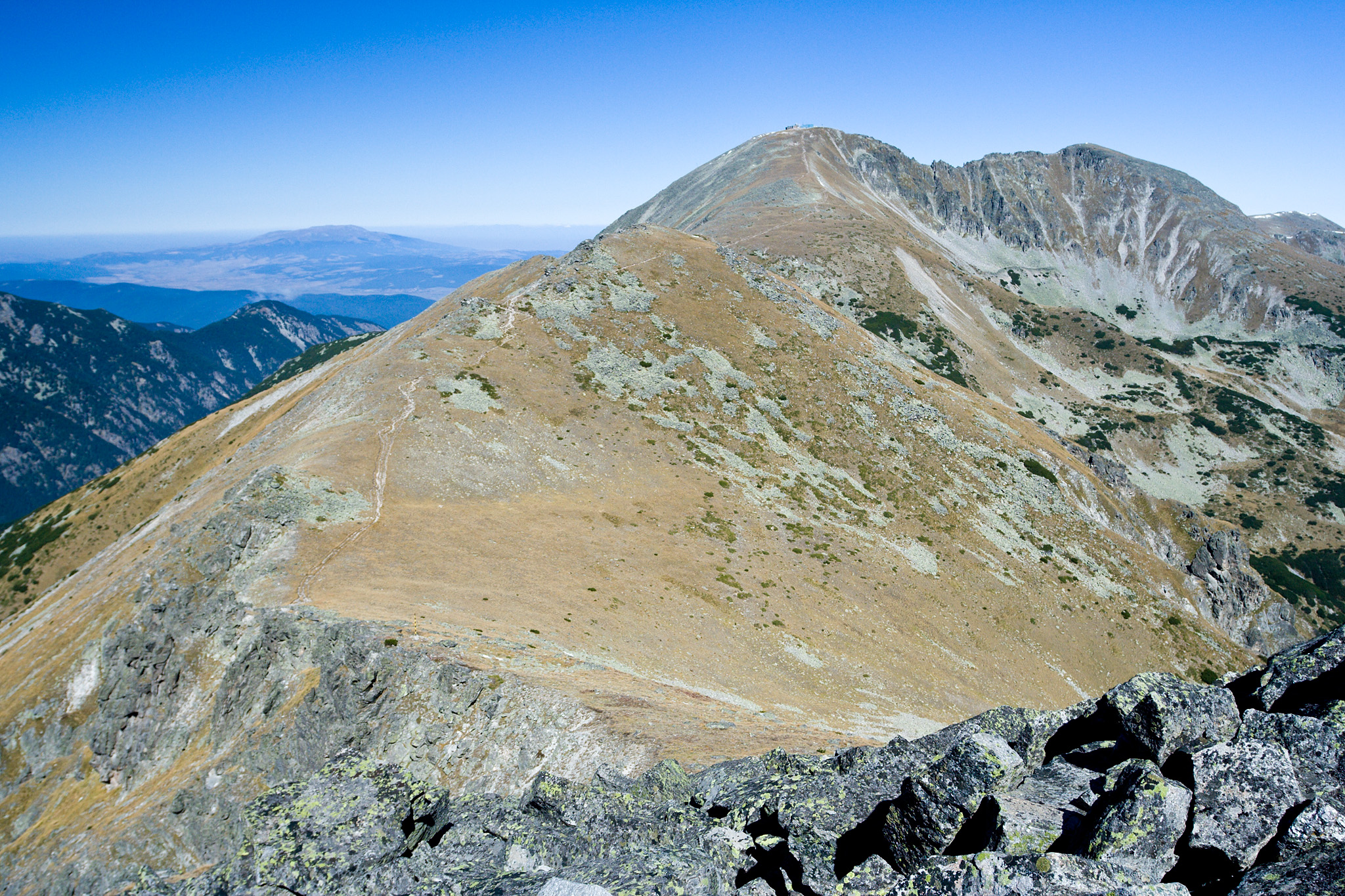
Musala, Muntanyes Rila, 2.925 m., el cim més alt de Bulgària i de tota la península dels Balcans
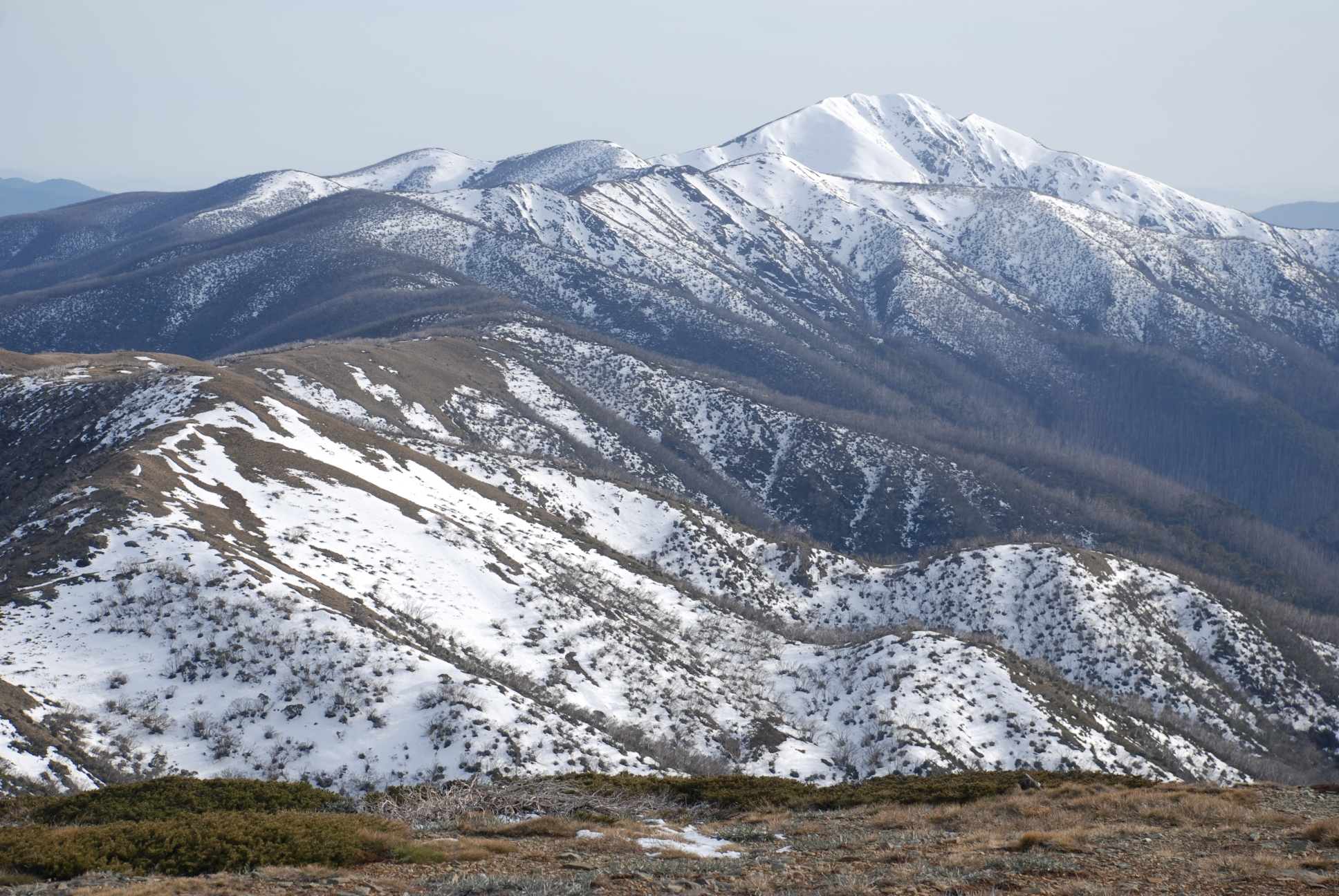
Mount Feathertop, 1.922 m., Serralades Australianes, Victòria, Austràlia
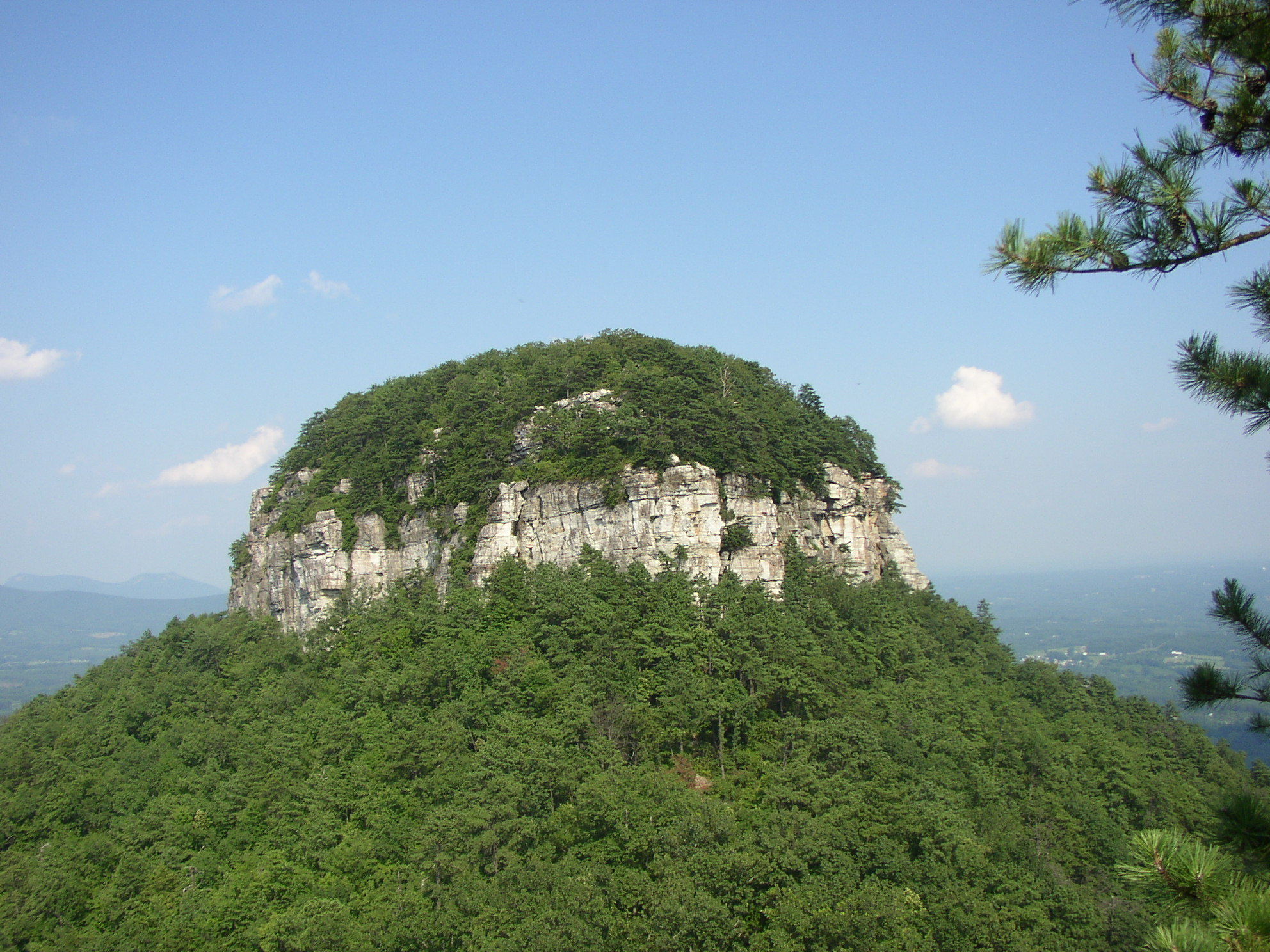
Pilot Mountain, 738 m., Sauratown Mountains, Carolina del Nord, Estats Units
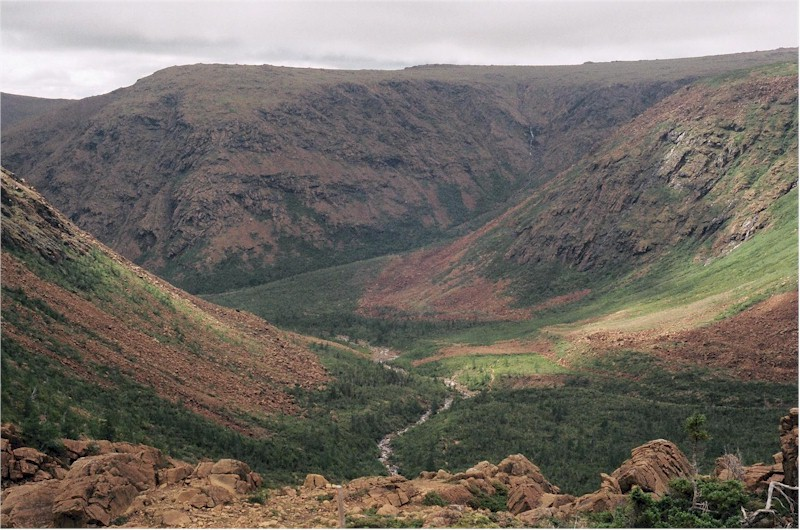
Northern Appalachian Mountains, Chic-Choc Range, Península de Gaspé, Quebec (Canadà)
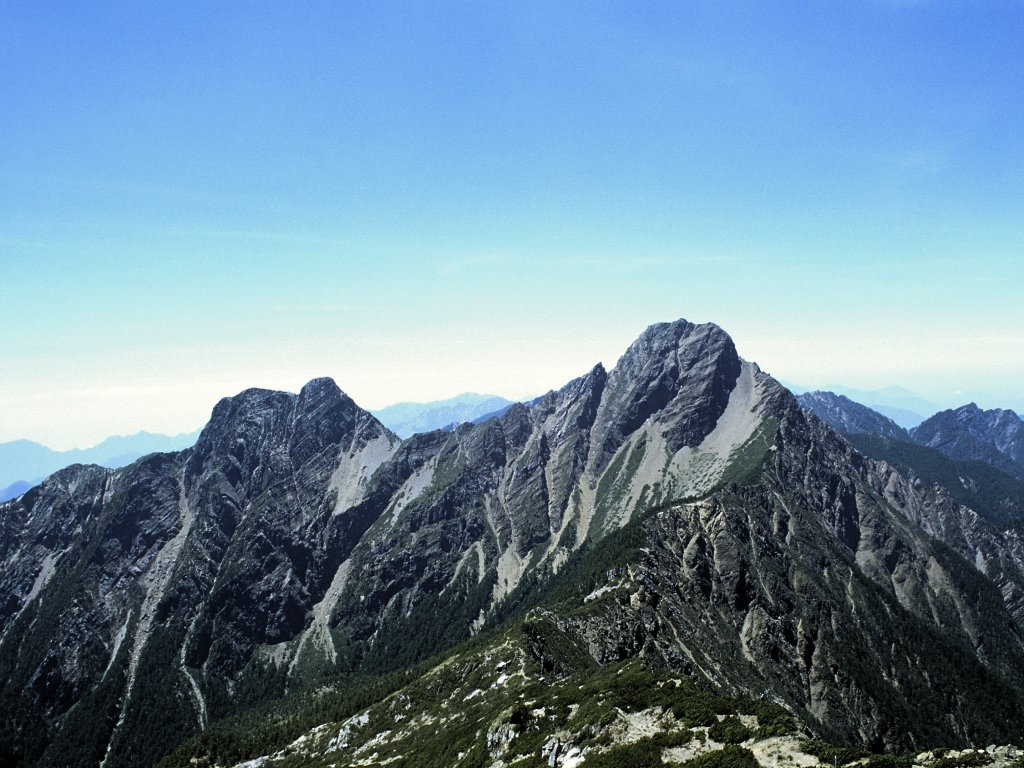
Yu Shan (Jade Mountain), 3.952 m., Taiwan.
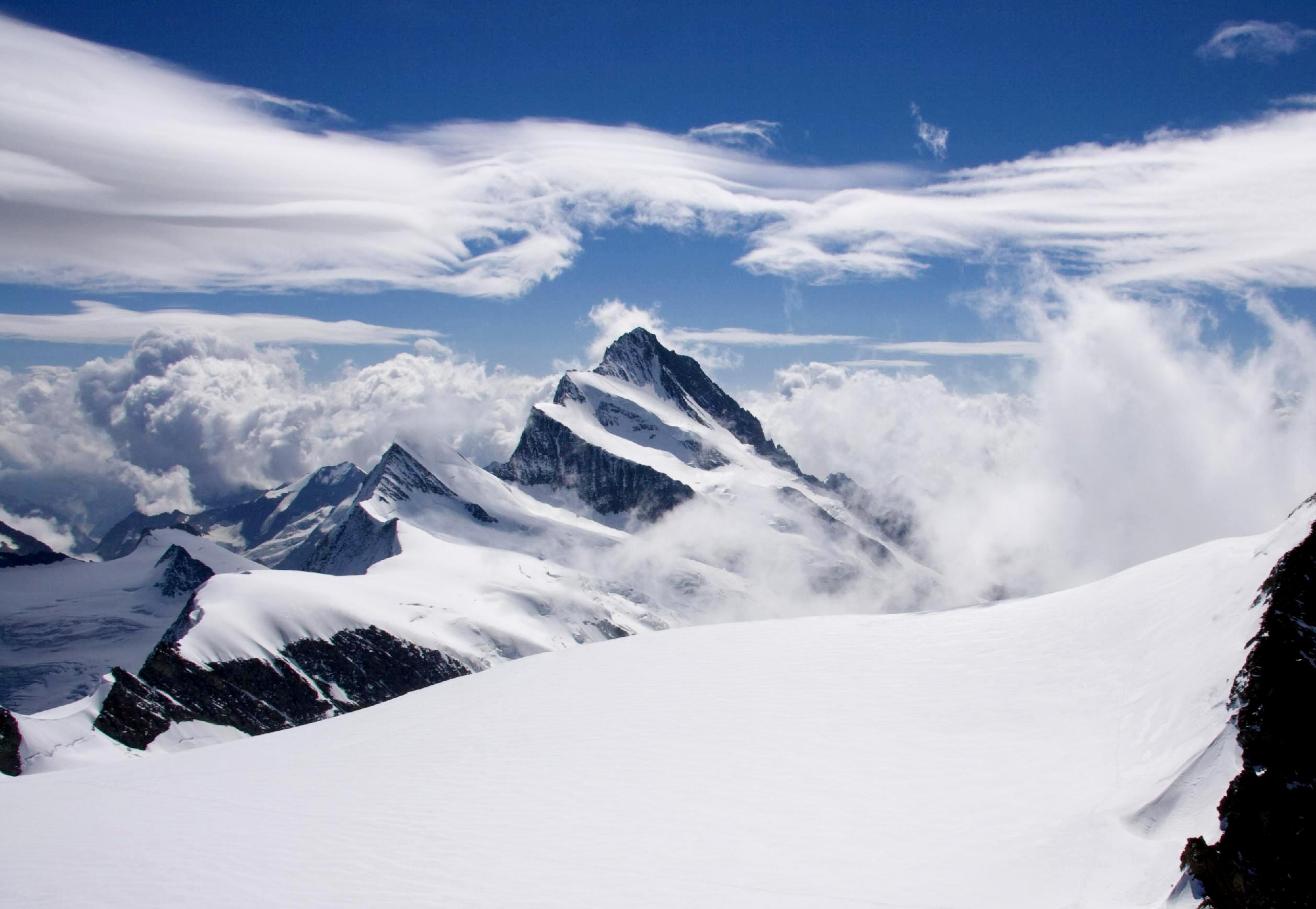
Finsteraarhorn, 4.274 m., Alps Bernesos, Suïssa.
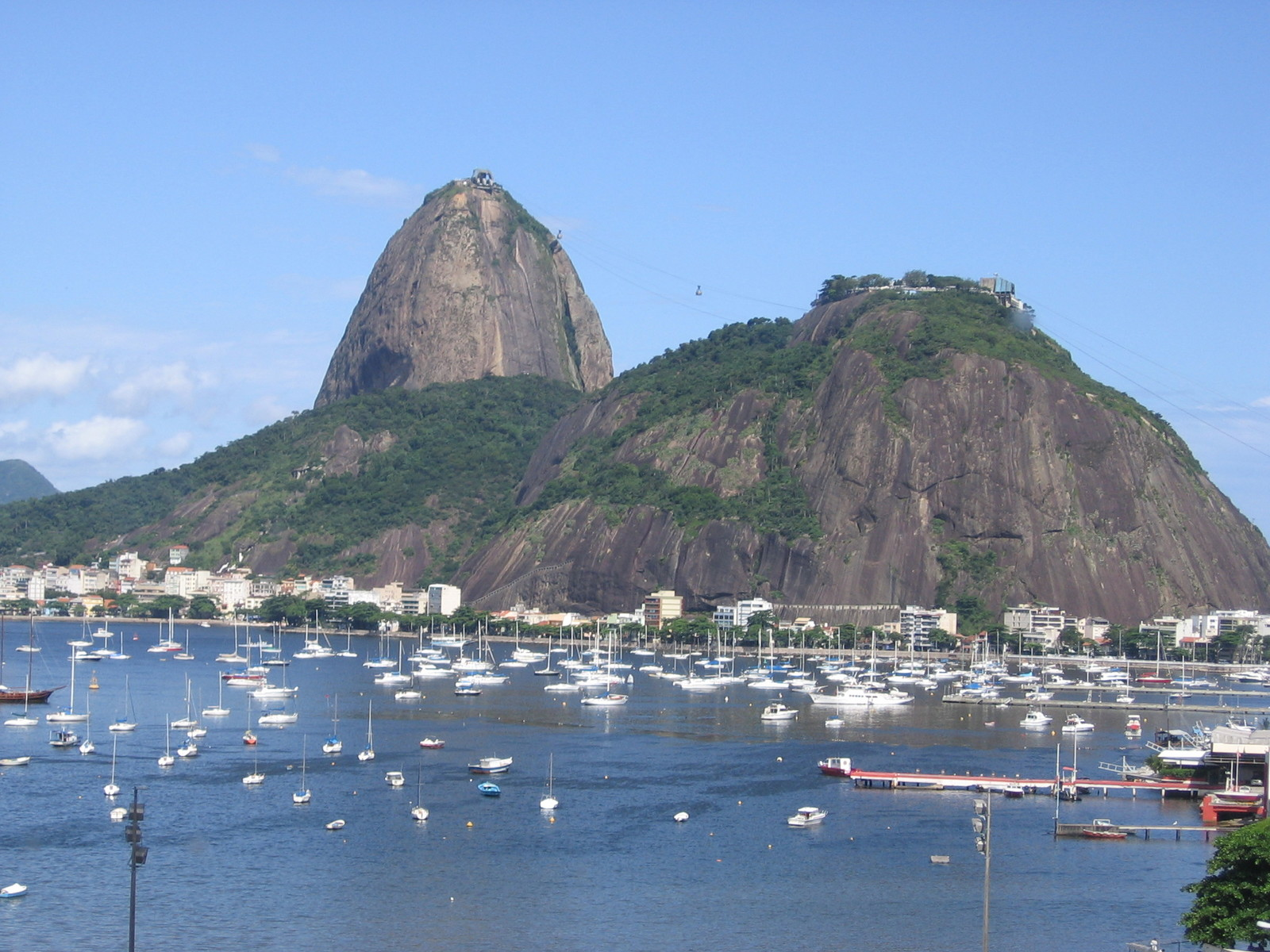
Pão de Açúcar, 396 m., Rio de Janeiro (Brasil).
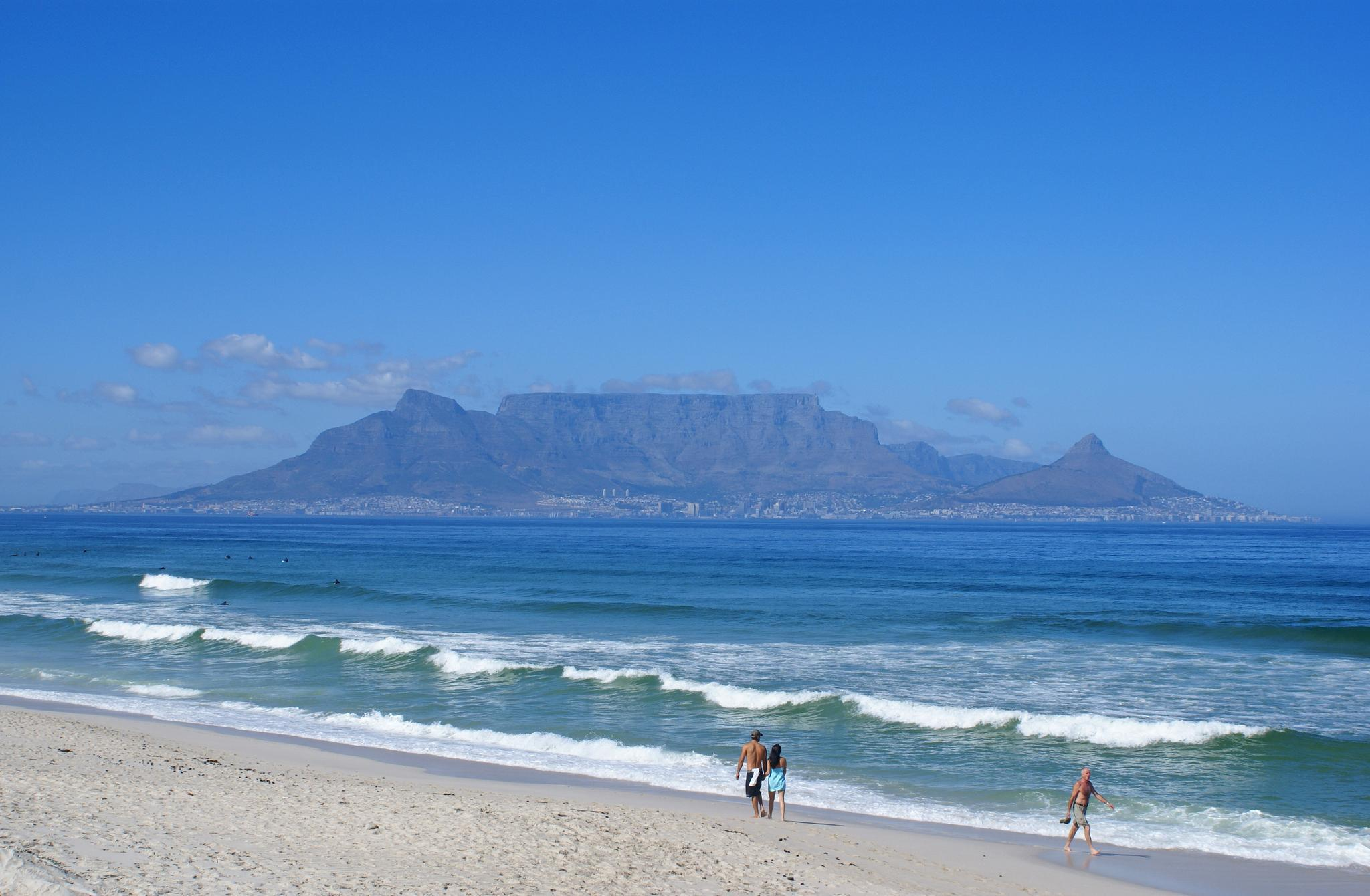
Table Mountain, 1.085 m., Ciutat del Cap, Sud-àfrica
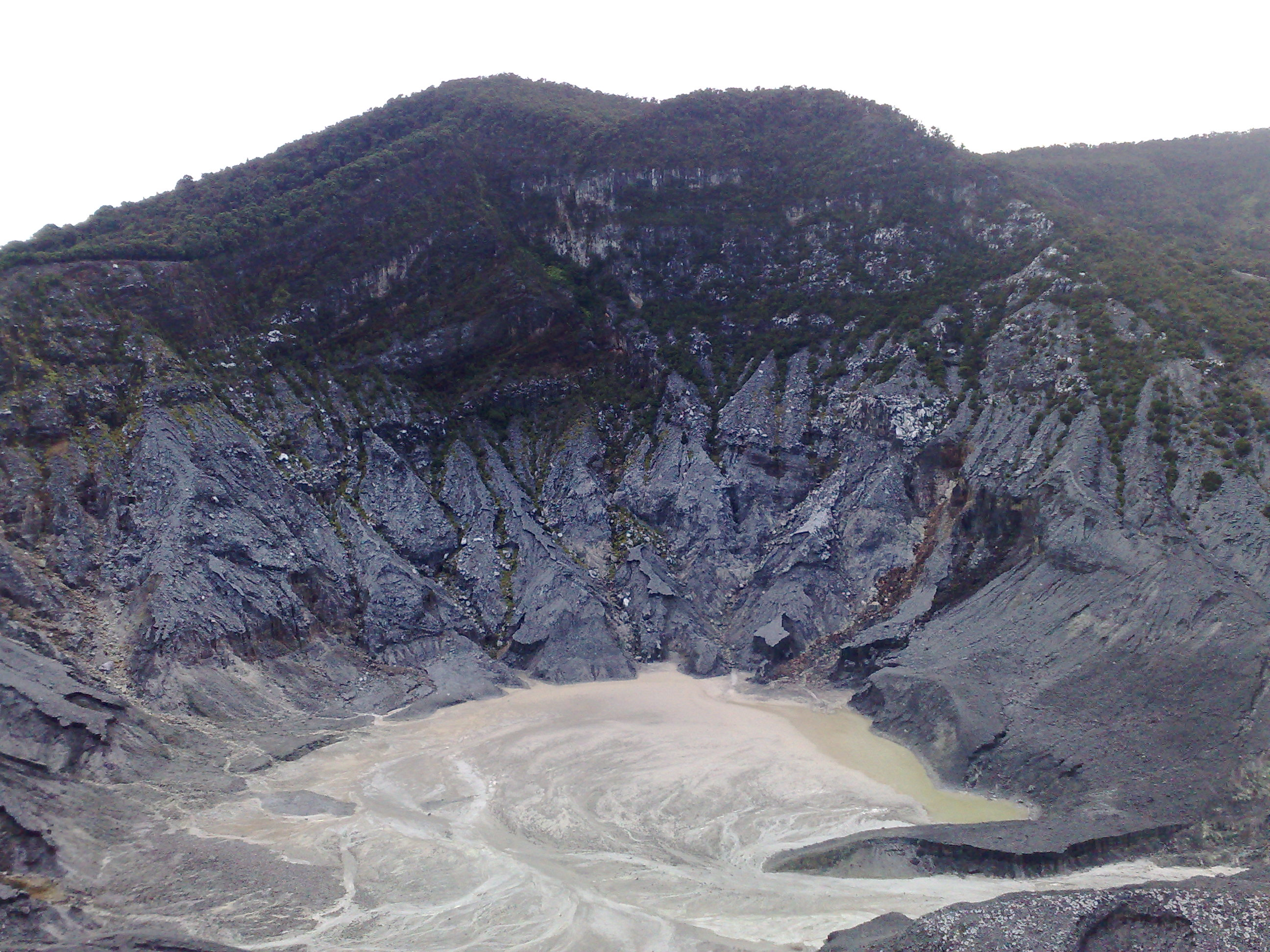
Tangkuban Parahu, muntanya prop de Bandung, Java Occidental, Indonèsia
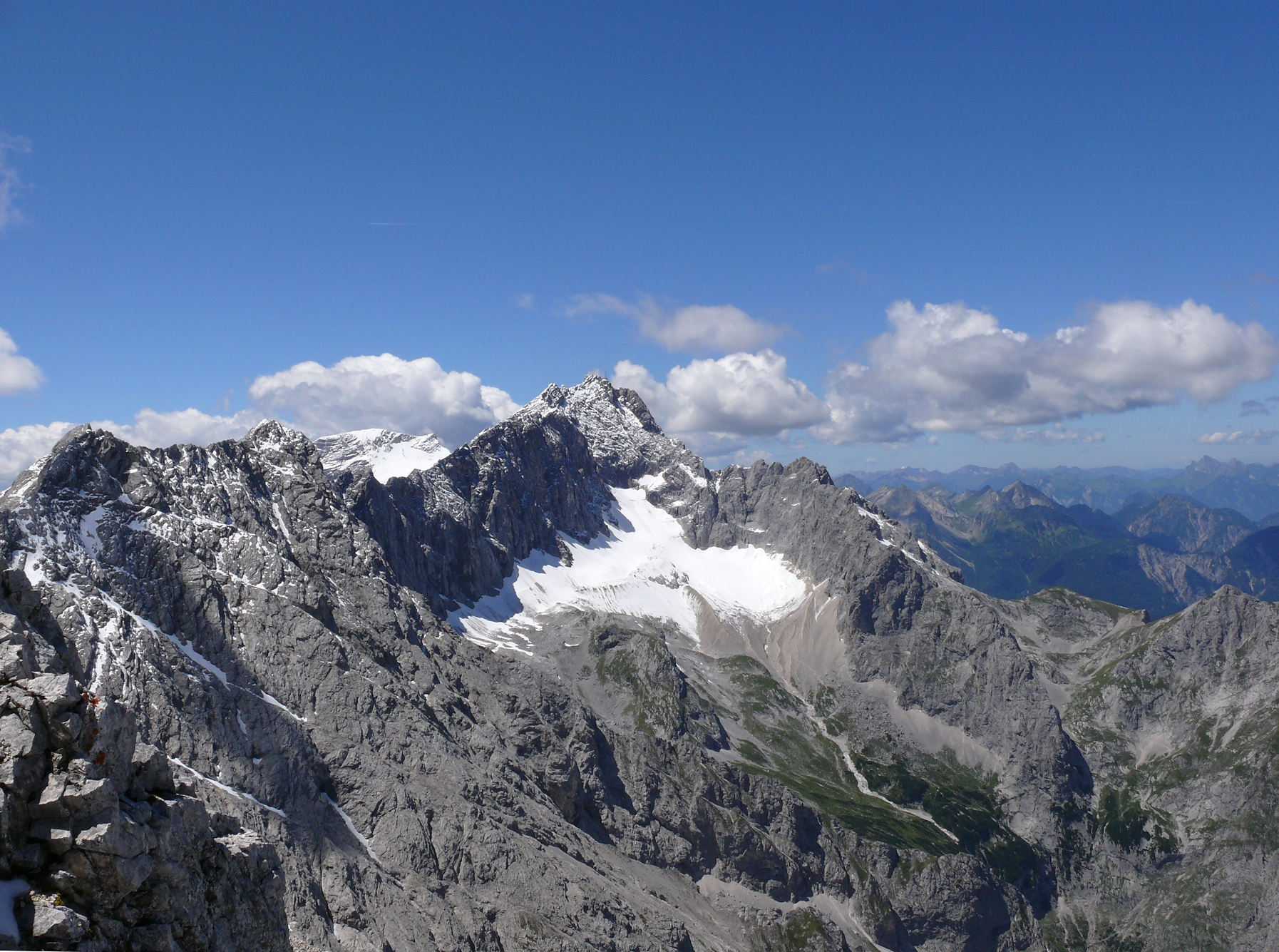
El Zugspitze, la muntanya més alta d'Alemanya,
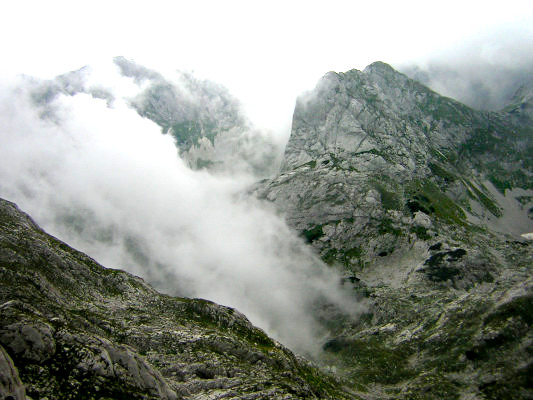
El Durmitor, la muntanya més alta de Montenegro
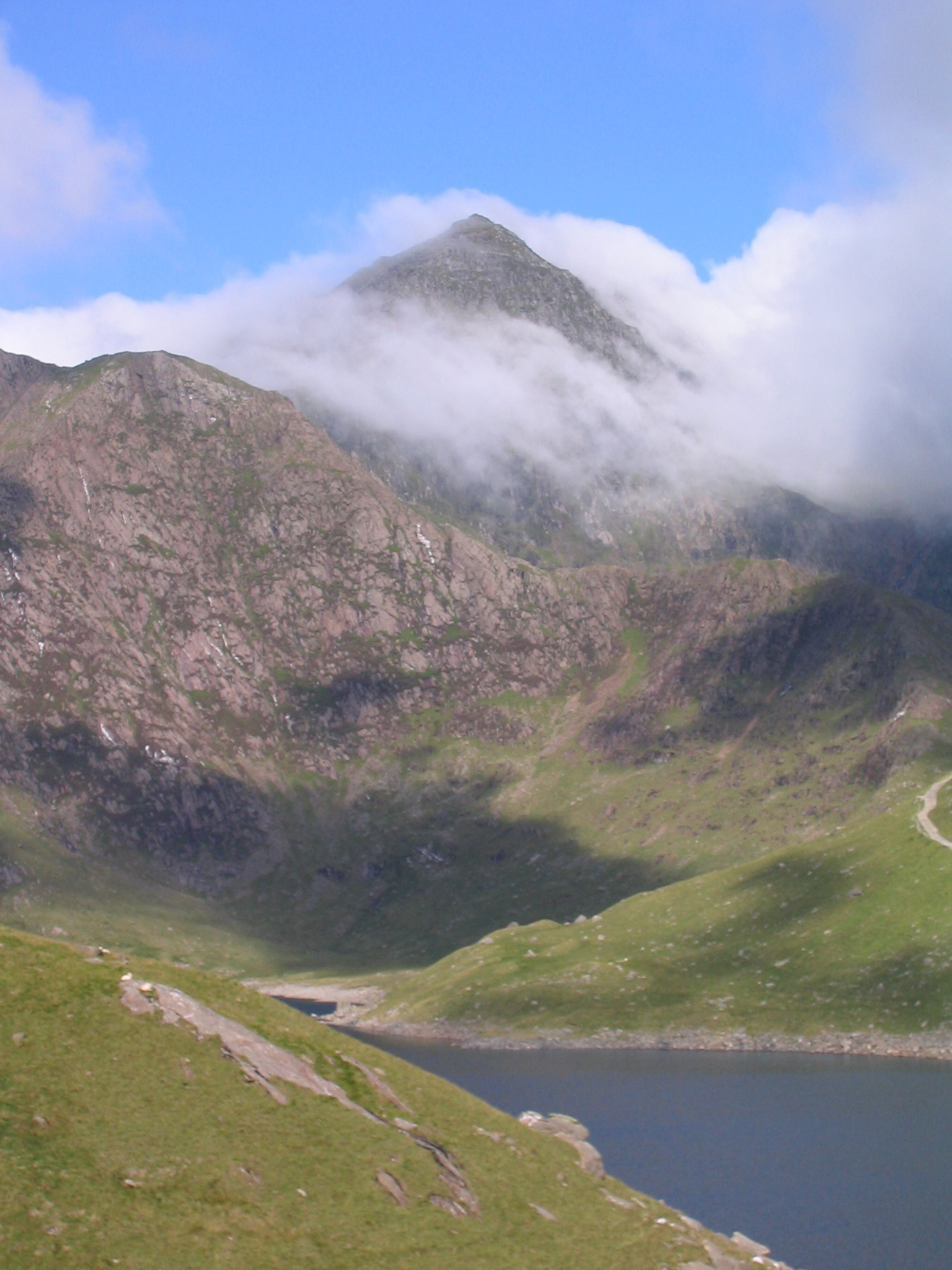
Snowdon, la muntanya més alta de Gal·les
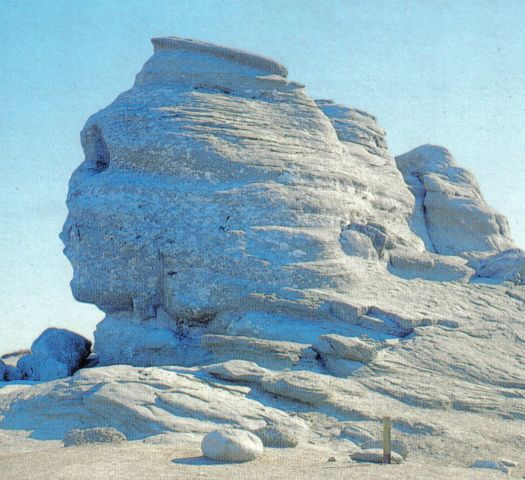
The Sphinx, Bucegi, Romania